# Yogachara

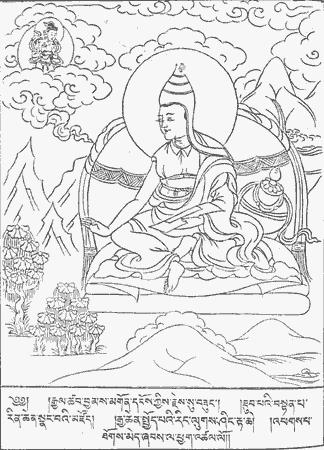
Representación tibetana de uno de los grandes fundadores del Yogacara, Asanga, inspirado por el bodhisattva Maitreya

Yogachara (AITS: Yogācāra; literalmente "práctica del yoga") es una influyente tradición de filosofía budista que hace hincapié en el estudio de la realidad última, la cognición y la conciencia a través de las prácticas meditativas. Yogācāra fue una de las dos tradiciones más influyentes del budismo Mahayana en la India, siendo la otra Madhyamaka.
Yogācāra también se denomina diversamente "vijñānavāda" (la doctrina de la conciencia), "vijñaptivāda" (la doctrina de las ideas o perceptos) o "vijñaptimātratā-vāda" (la doctrina de la "mera representación"), que es también el nombre dado a su principal teoría epistémica. Existen varias interpretaciones de esta teoría principal: diversas formas de Idealismo, así como una fenomenología.
Los hermanos de Gandhara del siglo IV, Asaṅga y Vasubandhu, son considerados los filósofos y sistematizadores clásicos de esta escuela, junto con la figura llamada Maitreya. Figuras posteriores como Dharmakirti, Xuanzang, Wonhyo, Śāntarakṣita y Dolpopa Sherab Gyaltsen influyeron en el desarrollo del pensamiento Yogācāra y en la difusión de sus enseñanzas fuera de la India. El Yogācāra sigue siendo influyente en el budismo tibetano y en el budismo de Asia oriental.

## Filosofía
La filosofía Yogācāra está destinada principalmente a ayudar en la práctica del yoga y la meditación, por lo que también expone un análisis sistemático del camino Mahayana de entrenamiento mental.Los fundadores del Yogācāra desarrollaron una literatura Abhidharma establecida dentro de un esquema Mahāyāna. Obras Yogācāra como el Saṅdhinirmocana Sūtra desarrollaron varios conceptos centrales como el vijñapti-mātra ("nada más que ideas"), el ālaya-vijñāna ("conciencia almacén"), la transformación de la base (āśraya-parāvṛtti), las tres naturalezas (trisvabhāva) y la explicación única de la vacuidad.

### Vijñaptimātra
Una de las principales características de la filosofía Yogācāra es el concepto de vijñapti-mātra ("sólo ideas"). A menudo se utiliza indistintamente con el término citta-mātra en fuentes Yogacara modernas y antiguas. La traducción estándar de ambos términos es "sólo conciencia" o "sólo mente". Varios investigadores modernos se oponen a esta traducción, y a la etiqueta que la acompaña de "idealismo".Según Kochumuttom, una traducción mejor para vijñapti-mātra es "sólo representación".

#### Orígenes
Según Lambert Schmithausen, la primera aparición que se conserva de este término es en el capítulo 8 del Saṅdhinirmocana Sūtra, que sólo ha sobrevivido en traducciones tibetanas y chinas que difieren en sintaxis y significado. El pasaje se representa como una respuesta del Buda a una pregunta que plantea "si las imágenes o réplicas (*pratibimba) que son el objeto (*gocara) de la concentración meditativa (*samadhi), son diferentes/separadas (*bhinna) de la mente contempladora (*citta) o no." El Buda dice que no son diferentes, "Porque estas imágenes son vijñapti-mātra". El texto continúa afirmando que lo mismo es cierto para los objetos de percepción ordinaria.
En cuanto a las fuentes sánscritas existentes, el término aparece en el primer verso de Vimśatikā (Veinte Versos), de Vasubandhu, que es un locus classicus de la idea, afirma:
Este [mundo] es vijñaptimātra, ya que se manifiesta como un objeto irreal (artha), igual que el caso de los que tienen cataratas y ven cabellos irreales en la luna y similares (vijñaptimātram evaitad asad arthāvabhāsanāt yathā taimirikasyāsat keśa candrādi darśanam).
Según Mark Siderits, lo que Vasubandhu quiere decir aquí es que sólo somos conscientes de las imágenes o impresiones mentales que se manifiestan como objetos externos, pero "en realidad no existe tal cosa fuera de la mente".
El término también aparece en la obra clásica de Asaṅga, el Mahāyānasaṃgraha (MSg, en tibetano, sin original sánscrito):
Estas representaciones (vijñapti) son meras representaciones (vijñapti-mātra), porque no hay ninguna cosa/objeto (artha) [correspondiente]...Al igual que en un sueño aparecen, incluso sin una cosa/objeto (artha), sólo en la mente sola, formas/imágenes de todo tipo de cosas/objetos como visibles, sonidos, olores, sabores, tangibles, casas, bosques, tierra y montañas, y sin embargo no hay [tales] cosas/objetos en absoluto en ese [lugar]. MSg II.6
El término se utiliza a veces como sinónimo de citta-mātra (mera citta), que también se emplea como nombre de la escuela que sugiere el Idealismo. Schmithausen escribe que la primera aparición de este término se encuentra en el sutra Pratyupanna samadhi, que afirma:
Este (o: lo que pertenezca a este) triple mundo (*traidhātuka) no es más que mente (o pensamiento: *cittamatra). ¿Por qué? Porque sea como sea que imagine las cosas, así es como aparecen.

#### Interpretaciones del vijñapti-mātra

##### Idealismo
El erudito y filólogo alemán Lambert Schmithausen afirma que las fuentes del Yogacara enseñan un tipo de idealismo que se supone que es una vía intermedia entre las posiciones realistas del Abhidharma y lo que a menudo se considera una posición nihilista que sólo afirma la vacuidad como la última. La interpretación de esta doctrina como una forma de idealismo ha sido la interpretación más común de Vijñānavāda.
Estudiosos como Jay Garfield, Saam Trivedi y Sean Butler sostienen que el Yogācāra es similar al Idealismo (y lo comparan con los idealismos de Kant y Berkeley), aunque señalan que es su propia forma única y que podría ser confuso categorizarlo como tal.
Jonathan Gold escribe que el pensador Yogācāra Vasubandhu se puede decir que es un idealista (similar a Kant), en el sentido de que para él, todo en la experiencia, así como su apoyo causal es mental. Sin embargo, esto es sólo en el ámbito convencional, ya que "mente" es sólo otro concepto y la verdadera realidad para Vasubandhu es inefable, una talidad inconcebible (tathatā). De hecho, el Vimśatikā afirma que la idea misma de vijñapti-mātra también debe entenderse como una construcción y por lo tanto vijñapti-mātra no es la verdad última (paramārtha-satya) en Yogācāra. Así, según Gold, mientras que el vijñapti-mātra de Vasubandhu puede decirse que es un "idealismo convencionalista", debe ser visto como único y diferente de las formas occidentales, especialmente del Idealismo Absoluto de Hegel.

##### Mera representación
Otros estudiosos sostienen que es un error interpretar el vijñapti-mātra como idealismo.Se han propuesto distintas traducciones alternativas para vijñapti-mātra, como sólo representación, sólo ideación, sólo impresiones y sólo percepción.
Alex Wayman señala que la interpretación que uno haga del Yogācāra dependerá de cómo deba entenderse el calificativo mātra en este contexto, y se opone a las interpretaciones que afirman que el Yogācāra rechaza por completo el mundo externo, prefiriendo traducciones como "que equivale a la mente" o "que refleja la mente" para citta-mātra. Para Wayman, lo que esta doctrina significa es que "la mente sólo tiene un informe o representación de lo que el órgano sensorial ha percibido." La interpretación representacionalista también cuenta con el apoyo de Stefan Anacker.
Según Thomas Kochumuttom, el Yogācāra es un pluralismo realista que no niega la existencia de seres individuales. Kochumuttom sostiene que el Yogācāra niega que la realidad absoluta sea la conciencia, que los seres individuales sean transformaciones de una conciencia absoluta y que sean apariencias ilusorias de una única realidad monista. Así, para Kochumuttom, vijñapti-mātra significa "mera representación de la conciencia".

##### Fenomenología
Según Dan Lusthaus, la teoría vijñapti-mātra se acerca en algunos aspectos a las teorías fenomenológicas occidentales y al idealismo epistemológico o al idealismo trascendental, pero no es un idealismo ontológico porque el Yogācāra rechaza la construcción de teorías metafísicas u ontológicas. En cuanto al vijñapti-mātra, Lusthaus lo traduce como "nada más que construcción consciente" que es "un truco engañoso está incorporado en la forma en que la conciencia opera en cada momento". Este truco es una proyección de un objeto cognitivo que parece estar "fuera" de la conciencia.
Lusthaus explica además que esta cosificación de las cogniciones ayuda a construir la noción de un yo sólido, que puede apropiarse de "cosas" externas. El Yogacara ofrece entonces el análisis y los medios meditativos para negar esta cosificación, que también incluye la construcción de un falso sentido del yo que es permanente e independiente (y que se apropia de objetos externos), lo que conduce al sufrimiento, ya que en realidad no existe tal cosa. Como escribe Lusthaus, "para socavar este desesperado y erróneo aferramiento apropiativo, los textos Yogācāra dicen: Niega el objeto, y el yo también es negado (por ejemplo, Madhyānta-vibhāga, 1:4, 8)."
Por lo tanto, cuando el Yogācāra discute los objetos cognitivos (viṣaya), están analizando la cognición, y sus construcciones. Si bien el Yogācāra postula que los objetos cognitivos son reales, niega los "arthas" (objetos de intencionalidad o "un telos hacia el que se pretende un acto de conciencia") que están "fuera del acto cognitivo en el que es lo que se pretende." Así que, según Lusthaus, yogacara no afirma que no existe nada fuera de la mente y que en yogacara la conciencia no goza de ningún estatus trascendente, ni sirve de fundamento metafísico. En esta interpretación, en lugar de ofrecer una teoría ontológica, Yogācāra se centra en comprender y eliminar las tendencias subyacentes (anuśaya) que llevan a aferrarse a construcciones ontológicas, que no son más que proyecciones cognitivas (parikalpita).

#### Argumentos en defensa del vijñapti-mātra
Los filósofos de Yogācāra eran conscientes de las objeciones que podían presentarse contra su doctrina. El Vimśatikā (Veinte versos [de sólo conciencia]) de Vasubandhu menciona tres y las refuta:
1. El problema de la determinación espaciotemporal o la no arbitrariedad con respecto al lugar y al tiempo. Debe haber alguna base externa para nuestras experiencias, ya que las experiencias de un objeto concreto no se producen en todas partes y en todo momento. Vasubandhu lo explica utilizando el argumento del sueño, que muestra cómo un mundo creado por la mente puede seguir pareciendo tener una localización espaciotemporal.
2. El problema de las mentes múltiples que experimentan el mismo objeto o "el acuerdo intersubjetivo." Vasubandhu responde que las alucinaciones masivas,como las que se dice que les ocurren a los fantasmas hambrientos, causadas por el hecho de que comparten un karma similar, demuestran que el acuerdo intersubjetivo es posible sin plantear objetos externos reales.
3. Las alucinaciones no tienen resultados pragmáticos, eficacia o funciones causales y, por tanto, se puede determinar que son irreales, pero las entidades que generalmente aceptamos como "reales" tienen resultados causales reales que no pueden ser de la misma clase que las alucinaciones. En contra de esta afirmación, Vasubandhu argumenta que la vida despierta es igual que en un sueño, donde los objetos tienen resultados pragmáticos dentro de las propias reglas del sueño. También utiliza el ejemplo de un sueño húmedo para demostrar que el contenido mental puede tener eficacia causal fuera de un sueño.

Según Mark Siderits, Vasubandhu cree haber demostrado que el vijñapti-mātra idealistico es tan bueno para explicar los fenómenos relevantes de la experiencia como cualquier teoría del realismo que postule objetos externos. Por lo tanto, aplica entonces el principio filosófico indio denominado "Principio de Ligereza" (que es similar a la navaja de Occam) para descartar el realismo, ya que el vijñapti-mātra es la teoría más simple y "ligera", "es decir, la teoría que postula el menor número de entidades inobservables".
Otra objeción a la que Vasubandhu responde es la de cómo una persona puede influir en las experiencias de otra, si todo surge de semillas kármicas en la propia corriente mental. Vasubandhu argumenta que "las impresiones también pueden ser causadas en una corriente mental por la ocurrencia de una impresión distinta en otra corriente mental adecuadamente vinculada". Como señala Siderits, este relato puede explicar cómo es posible influir en otra mente o incluso perturbarla totalmente (asesinarla), aunque no exista ningún medio físico u objeto, ya que una intención lo suficientemente fuerte en una corriente mental puede tener efectos en otra corriente mental.
Desde la posición vijñapti-mātra, es más fácil plantear una causalidad de mente a mente que tener que explicar la causalidad de mente a cuerpo, lo que debe hacer el realista. Sin embargo, Siderits pasa a cuestionar si la posición de Vasubandhu es realmente "más ligera", ya que debe hacer uso de múltiples interacciones entre diferentes mentes para tener en cuenta un artefacto creado intencionalmente. Dado que podemos ser conscientes de una vasija incluso cuando no estamos "vinculados" a las intenciones del alfarero (incluso después de que éste haya muerto), debe postularse una serie más compleja de interacciones mentales.
Al refutar la posibilidad de objetos externos, el Vimśatikā de Vasubandhu también ataca las teorías indias del atomismo y de los particulares de propiedad como incoherentes por motivos mereológicos.

#### Soteriología
Vasubandhu también explica por qué es soteriológicamente importante deshacerse de la idea de objetos externos realmente existentes. La importancia soteriológica de esta teoría es que al eliminar el concepto de un mundo externo, también debilita el sentido «interno» del yo como observador que se supone que está separado del mundo externo. Disolver el dualismo de lo interno y lo externo también es disolver el sentido del yo y del otro. Según Siderits, esto se debe a que:
Cuando imaginamos erróneamente que existen objetos externos, nos vemos abocados a pensar en términos de la dualidad de "lo que capta y lo que es captado", de lo que está "ahí fuera" y de lo que está "aquí dentro". En resumen, del mundo externo y del yo. Llegar a ver que no hay mundo externo es un medio, piensa Vasubandhu, de superar una forma muy sutil de creer en un 'yo'... una vez que veamos por qué los objetos físicos no pueden existir perderemos toda tentación de pensar que hay un verdadero 'yo' en nuestro interior. En realidad sólo hay impresiones, pero sobre éstas superponemos las falsas construcciones de objeto y sujeto. Ver esto nos liberará de la falsa concepción de un "yo".
El comentarista posterior de Yogacara Sthiramati lo explica así:
«Hay algo que se agarra si hay algo que se puede agarrar, pero no en ausencia de lo que se debe agarrar. Donde no hay algo que se pueda agarrar, también se sigue la ausencia de un agarrador, no solo existe la ausencia del lo que hay que agarrar. Por lo tanto, surge la cognición extra-mundana no conceptual que es sin objeto y sin conocedor de objeto».
Siderits señala cómo Kant tenía una noción similar, es decir, sin la idea de un mundo objetivo independiente de la mente, no se puede derivar el concepto de un "yo" subjetivo. Pero Kant llegó a la conclusión opuesta a Vasubandhu, ya que sostuvo que debemos creer en un sujeto perdurable, y por lo tanto, también creer en objetos externos.

### Análisis de la conciencia
El Yogācāra ofrece una explicación detallada del funcionamiento de la mente y del modo en que construye la realidad que experimentamos. Un esquema teórico central de la escuela Yogācāra es la doctrina de las ocho conciencias. Estos "ocho cuerpos de conciencia" (sct. aṣṭa vijñānakāyāḥ) son: las cinco conciencias sensoriales, citta (mentalidad), manas (autoconciencia) y la conciencia almacén o sustrato (sct: ālayavijñāna).
Las descripciones budistas tradicionales de la conciencia enseñaban sólo los seis primeros vijñānas, cada uno correspondiente a una base sensorial (ayatana) y con sus propios objetos sensoriales. La doctrina budista primitiva sostenía que estos dieciocho "dhatus" o componentes de la experiencia, agotan toda la extensión del universo sensorial. Estas seis conciencias tampoco son entidades sustanciales, sino una serie de acontecimientos, que surgen y desaparecen.
Yogācāra amplió y desarrolló este modelo básico, reordenando estos en su propio esquema que tenía tres nuevas formas de conciencia. La sexta conciencia, mano-vijñāna (conciencia de la mente), era vista como la supervisora del contenido de los cinco sentidos, así como del contenido mental, como los pensamientos y las ideas. La séptima conciencia se desarrolló a partir del concepto budista primitivo de manas, y se consideró como la mentalización contaminada o la conciencia del ego (kliṣṭa-manas) que está obsesionada con las nociones del "yo". Según Paul Williams, esta conciencia "toma la conciencia del sustrato como su objeto y considera erróneamente que la conciencia del sustrato es un verdadero Yo".

#### La conciencia almacén
La octava conciencia, ālaya-vijñāna (conciencia almacén), fue definida como el almacén de todas las semillas kármicas, donde maduran gradualmente hasta el momento en que se manifiestan como consecuencias kármicas. Debido a esto, también se la llama la "mente que tiene todas las semillas" (sarvabījakam cittam), así como la "conciencia básica" (mūla-vijñāna). Según el Saṅdhinirmocana Sūtra, este tipo de conciencia subyace y sustenta los otros seis tipos de conciencia, todos los cuales ocurren simultáneamente con el ālaya. William S. Waldron ve esta simultaneidad de los modos de conciencia como la desviación más significativa de la teoría Yogācāra de los modelos budistas tradicionales, en los que la conciencia era vista como algo que sólo ocurría en conjunción con sus respectivas bases sensoriales y objetos.
Como señala Schmithausen, el ālaya-vijñāna tiene también un objeto (como todo vijñāna tiene intencionalidad) que es el mundo circundante del ser sintiente, llamado el mundo "receptible" o "contenedor" (bhājana). El Saṅdhinirmocana Sūtra afirma que el ālaya-vijñāna se caracteriza por "una percepción (o "representación") constante subconsciente del Receptáculo (*asaṃvidita-sthira-bhājana-vijñapti)."
El ālaya-vijñāna es también lo que experimenta el renacimiento en vidas futuras y lo que desciende al útero para apropiarse del material fetal. De ahí que también se la denomine "conciencia apropiadora" (ādānavijñāna). El aferramiento del ālaya-vijñāna a las facultades sensoriales del cuerpo y las "profusas imaginaciones" (prapañca) son las dos apropiaciones que constituyen el "combustible" (upādāna, el apego) del que depende la existencia samsárica. El pensamiento Yogācāra sostiene así que no ser consciente de los procesos que tienen lugar en el ālaya-vijñāna es un elemento importante de la ignorancia (avidya). El ālaya también es individual, de modo que cada persona tiene su propio ālaya-vijñāna, que es un proceso siempre cambiante y, por tanto, no un yo permanente.
According to Williams, this consciousness "seen as a defiled form of consciousness (or perhaps sub- or unconsciousness), is personal, individual, continually changing and yet serving to give a degree of personal identity and to explain why it is that certain karmic results pertain to this particular individual. The seeds are momentary, but they give rise to a perfumed series which eventually culminates in the result including, from seeds of a particular type, the whole ‘inter-subjective’ phenomenal world." Also, Asanga and Vasubandhu write that the ālaya-vijñāna ‘ceases’ at awakening, becoming transformed into a pure consciousness.
Según Williams, esta conciencia "vista como una forma profanada de conciencia (o tal vez subconsciencia o inconsciencia), es personal, individual, continuamente cambiante y, sin embargo, sirve para dar un grado de identidad personal y para explicar por qué es que ciertos resultados kármicos pertenecen a este individuo en particular. Las semillas son momentáneas, pero dan lugar a una serie perfumada que finalmente culmina en el resultado que incluye, a partir de semillas de un tipo particular, todo el mundo fenoménico 'intersubjetivo'" Asimismo, Asanga y Vasubandhu escriben que el ālaya-vijñāna 'cesa' al despertar, transformándose en una conciencia pura.
Según Waldron, aunque había varios conceptos similares en otras escuelas budistas del Abhidharma que trataban de explicar la continuidad kármica, el ālaya-vijñāna es el más completo y sistemático. El concepto ālaya-vijñāna fue probablemente influenciado por estas teorías, en particular la teoría Sautrantika de las semillas y la teoría de Vasumitra de una forma sutil de la mente (suksma-citta).

### Las tres naturalezas
Las obras del Yogācāra suelen definir tres modos básicos o "naturalezas" (svabhāva) de la experiencia y la realidad. Jonathan Gold explica que "las tres naturalezas son una sola realidad vista desde tres ángulos distintos. Son la apariencia, el proceso y la vacuidad de esa misma entidad aparente". Según Paul Williams, "todas las cosas que pueden conocerse pueden subsumirse en estas Tres Naturalezas". Dado que este esquema es la explicación sistemática de Yogācāra de la doctrina budista de la vacuidad (śūnyatā), cada una de las tres naturalezas también se explican como teniendo una falta de naturaleza propia (niḥsvabhāvatā)".

El Trisvabhāva-nirdeśa (Explicación de las tres naturalezas) de Vasubandhu ofrece una breve definición de estas tres naturalezas:
Lo que aparece es lo dependiente. Cómo aparece es lo fabricado. Porque depende de las condiciones. Por ser sólo fabricación. La eterna inexistencia de la apariencia tal como es aparece: Se sabe que es la naturaleza perfeccionada, por ser siempre la misma. ¿Qué es lo que aparece? La fabricación irreal. ¿Cómo aparece? Como un yo dual. ¿Cuál es su inexistencia? Aquello por lo que la realidad no dual está ahí.
En detalle, las tres naturalezas (trisvabhāva) son las siguientes:
Parikalpita-svabhāva (la naturaleza "plenamente conceptualizada")
Esta es la naturaleza "imaginaria" o "construida", en la que las cosas se comprenden incorrectamente basándose en la construcción conceptual, mediante la actividad del lenguaje y a través del apego y la discriminación errónea que atribuye existencia intrínseca a las cosas. Según el Mahāyānasaṃgraha de Asanga, también se refiere a la apariencia de las cosas en términos de dualismo sujeto-objeto (literalmente "captador" y "captado"). La naturaleza conceptualizada es el mundo cotidiano de las personas no iluminadas, es decir, el samsara, y es falsa y vacía, no existe realmente (c.f. Triṃśikā v. 20). Según el Cheng Weishi Lun de Xuanzang, "existe la ausencia de una naturaleza existencial por su propia característica definitoria" (lakṣana-niḥsvabhāvatā). Debido a que estas naturalezas conceptualizadas y características distintivas (lakṣana) son erróneamente imputadas, "son como espejismos y flores en el cielo".
Paratantra-svabhāva ("naturaleza dependiente")
Esta es la naturaleza del surgimiento dependiente de los dharmas, o el flujo causal de los fenómenos que se confunde erróneamente en la naturaleza conceptualizada. Según Williams, es "la base de la partición errónea en sujetos y objetos supuestamente intrínsecamente existentes que marca la naturaleza conceptualizada". Jonathan Gold escribe que es "el proceso causal de la fabricación de la cosa, la historia causal que da lugar a la naturaleza aparente de la cosa." Esta base se considera una base existente en última instancia (paramārtha) en el Yogācāra clásico (véase Mahāyānasaṃgraha, 2:25). Sin embargo, como señala Xuanzang, esta naturaleza también está vacía en el sentido de que hay una "ausencia de naturaleza existencial en las condiciones que surgen y perecen" (utpatti-niḥsvabhāvatā). Es decir, los acontecimientos de este flujo causal, aunque "parecen tener existencia real por sí mismos" son en realidad como ilusiones mágicas ya que "se dice que sólo son hipotéticos y que no existen realmente por sí mismos." Como escribe Siderits, "en la medida en que estamos pensando en ello -aunque sólo sea como el flujo no dual de impresiones-, todavía lo estamos conceptualizando".
Pariniṣpanna-svabhāva (la naturaleza "plenamente realizada")
La "naturaleza consumada" o "naturaleza perfeccionada" es la verdadera naturaleza de las cosas, la experiencia de la Talidad (Tathātā) descubierta en la meditación que no se ve afectada por la conceptualización o el lenguaje. Se define como "la ausencia completa de los objetos de la naturaleza conceptualizada en la naturaleza dependiente" (véase Mahāyānasaṃgraha, 2:4). A lo que esto se refiere es a esa experiencia vacía no dual que ha sido despojada de la dualidad de la naturaleza construida a través del yoga. Según Williams, esto es "lo que tiene que ser conocido para la iluminación". Siderits lo define como "pura visión sin ningún intento de conceptualización o interpretación". Ahora bien, esto también está vacío, pero sólo de sí mismo como interpretación. Es decir, este modo de cognición está desprovisto de todos los conceptos." Sobre él no puede decirse ni pensarse nada, es sólo pura inmediatez. Según Xuanzang, tiene la "ausencia de cualquier naturaleza existencial de significado último" (paramārtha-niḥsvabhāvatā) ya que está "completamente libre de cualquier aferramiento a especulaciones enteramente imaginarias sobre su identidad o propósito". Debido a esto, se dice convencionalmente que no existe. Sin embargo, tampoco carece por completo de existencia real".

### La vacuidad
El significado central de la vacuidad en Yogācāra es una doble "ausencia de dualidad". El primer elemento de esto es la irrealidad de cualquier dualidad conceptual como "físico" y "no físico", o "yo" y "otro". Definir algo conceptualmente es dividir el mundo en lo que es y lo que no es, pero el mundo es un flujo causal que no concuerda con las construcciones conceptuales. El segundo elemento de esto es una dualidad perceptiva entre el sensorio y sus objetos, entre lo que es "externo" e "interno", entre sujeto (grāhaka, literalmente "captador") y objeto (grāhya, "captado"). Esto también es una superposición irreal, ya que en realidad no existe tal separación entre lo interno y lo externo, sino una corriente causal interconectada de mentalidad que está falsamente dividida.
Una diferencia importante entre la concepción Yogācāra de la vacuidad y la concepción Madhyamaka es que en el Yogācāra clásico, la vacuidad existe y también la conciencia, mientras que el Madhyamaka se niega a respaldar tales afirmaciones existenciales. El Madhyāntavibhāga (Distinguiendo el centro de los extremos), por ejemplo, afirma "existe la imaginación de lo irreal (abhūta-parikalpa), no hay dualidad, sino vacuidad, incluso en esto hay aquello", lo que indica que aunque la imaginación dualista es irreal y vacía, si existe la conciencia-vacuidad. Contra Madhyamaka, que fue criticado por Vasubandhu y Asaṅga por ser nihilista (ver Vimśatikā v. 10), la posición Yogācāra es que hay algo que existe (el paratantra-svabhāva que es mero vijñapti), y que está vacío. El Bodhisattvabhūmi igualmente argumenta que sólo es lógico hablar de vacuidad si hay algo (es decir, la naturaleza última, dharmatā) que está vacío. Así, Asaṅga habla de la vacuidad como "la no existencia del yo, y la existencia del no-yo".

### Karma
Una explicación de la doctrina budista del karma (acción) es fundamental para Yogācāra. La escuela pretendía explicar cuestiones importantes como el funcionamiento de la causalidad kármica a través de las distancias temporales. Las escuelas budistas de Abhidharma anteriores, como la Sautrantika, habían desarrollado teorías del karma basadas en la noción de "semillas" (bījā) en la corriente mental. Estas "semillas" son hábitos kármicos invisibles (buenos y malos) que permanecen hasta que reúnen las condiciones necesarias para manifestarse. El Yogācāra adoptó y amplió la teoría de las semillas postulando la "conciencia almacén" (ālayavijñāna) como contenedor de las semillas. Actúa simultáneamente como lugar de almacenamiento y como matriz fértil de predisposiciones que llevan el karma a un estado de fructificación. En el sistema Yogācāra, se dice que todas las experiencias son el resultado de una intención mental (cetana, que es karma), ya surja de las propias semillas subliminales o de otras mentes.
Para el Yogācāra, el mundo aparentemente externo no es más que un "subproducto" (adhipati-phala) del karma. El término vāsanā ("perfumar") también se utiliza al explicar el karma, y los Yogācārins estaban divididos sobre la cuestión de si vāsāna y bija eran esencialmente lo mismo, si las semillas eran el efecto del perfumar, o si el perfumar simplemente afectaba a las semillas. El tipo, la cantidad, la calidad y la fuerza de las semillas determinan dónde y cómo renacerá un ser sintiente: su raza, sexo, estatus social, inclinaciones, apariencia corporal, etc. El condicionamiento de la mente resultante del karma se denomina saṃskāra.
El Tratado sobre la acción de Vasubandhu (Karmasiddhiprakaraṇa), trata el tema del karma en detalle desde la perspectiva Yogācāra.

### Meditación y despertar
Como sugiere el nombre de la escuela, la práctica de la meditación es fundamental en la tradición Yogācāra. Los manuales de práctica prescriben la práctica de la atención plena al cuerpo, los sentimientos (sensación, sct. vedana), los pensamientos (citta) y los fenómenos (dharmas) en uno mismo y en los demás, a partir de la cual se dice que surge una comprensión radicalmente transformadora de la no dualidad. Este proceso se denomina āśraya-parāvṛtti, "anulación de la base cognitiva" o "revolución de la base". Se refiere a "anular las proyecciones conceptuales y las imaginaciones que actúan como base de nuestras acciones cognitiva." Este acontecimiento es visto como la transformación del modo básico de cognición en jñāna (conocimiento, saber directo), que es visto como un conocimiento no dual que es no conceptual (nirvikalpa), es decir, "desprovisto de superposición interpretativa".
Cuando esto ocurre, las ocho conciencias llegan a su fin y son reemplazadas por conocimientos directos. Cuando esto ocurre, se manifiesta una sabiduría no conceptual (nirvikalpa-jñāna) que incluye un conocimiento de la igualdad de todos los dharmas (samatā-jñāna) y la "gran sabiduría especular" (mahādarśa-jñāna) que ve y refleja las cosas tal como son, imparcialmente, sin prejuicios, apego o distorsión. Puesto que este conocimiento iluminado es no conceptual, sus objetos no pueden describirse.

### Cinco categorías de seres
Una de las enseñanzas más controvertidas defendidas por la escuela Yogacara fue una extensión de las enseñanzas en semillas y almacenamiento consciente. Basada en el Sutra Saṃdhinirmocana y en el Sutra Latrakāvatāra, la escuela Yogacara postuló que los seres sintientes tenían semillas innatas que los harían capaces de alcanzar un estado particular de iluminación y ningún otro. Así, los seres fueron categorizados de 5 maneras:
1. Seres cuyas semillas innatas les dieron la capacidad de alcanzar la Budeidad completa (es decir, el camino del Bodhisattva).
2. Seres cuyas semillas innatas les dieron la capacidad de alcanzar el estado de un pratyekabuddha (Buda privado).
3. Seres cuyas semillas innatas les dieron la capacidad de alcanzar el estado de un arhat.
4. Seres cuyas semillas innatas tenían una naturaleza indeterminada, y podrían potencialmente ser cualquiera de las anteriores.
5. Seres cuyas semillas innatas eran incapaces de alcanzar alguna vez la iluminación porque carecían de semillas sanas.

La quinta clase de seres, los Icchantika, fueron descritos en varios sutras Mahayana como incapaces de alcanzar la Iluminación, a menos que en algunos casos tuvieran la ayuda de un Buda o Bodhisattva. Sin embargo, esta idea fue muy criticada por los seguidores del Sutra del loto (por ejemplo, las escuelas Tiantai o Tendai) y su enseñanza de la Budeidad universal. Esta tensión aparece en la historia budista de Asia oriental.

## Historia

### Origen

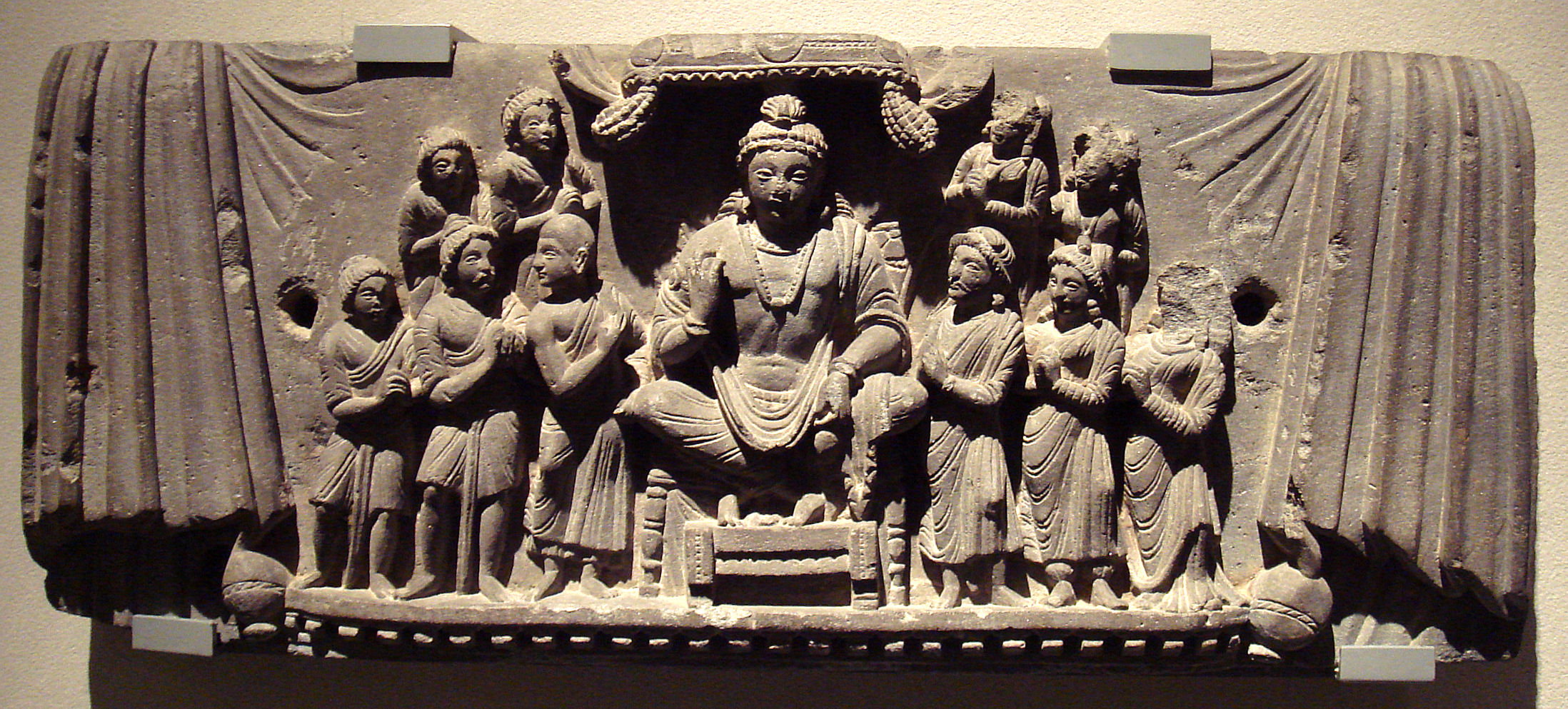
El bodhisattva Maitreya y sus discípulos, figura central del mito del origen del Yogacara. Gandhara, siglo III d. C.

Uno de los textos más antiguos de esta tradición es el Saṃdhinirmocana Sūtra, que podría remontarse al siglo I o II de nuestra era. Incluye nuevas teorías como la de la conciencia almacén (ālaya-vijñāna), y las "tres naturalezas" (trisvabhāva). Sin embargo, todas estas teorías no eran completamente nuevas, ya que tienen predecesores en teorías más antiguas sostenidas por escuelas budistas anteriores, como la teoría Sautrāntika de las semillas (bīja) y la teoría Abhidharma de la Sthavira nikāya del bhavanga.
Richard King señala que los Sautrāntika defendían un tipo de representacionalismo, en el que la mente sólo percibe una imagen (akara) o representación (vijñapti) de un objeto externo (nunca el objeto en sí). Yogacara simplemente eliminó la necesidad de cualquier objeto externo que actúe como causa de la imagen.
El Saṃdhinirmocana Sūtra, también inauguró el paradigma de "las tres vueltas de la rueda del Dharma", con sus propios postulados en la "tercera vuelta" (las enseñanzas sólo para la conciencia). Los textos de Yogācāra suelen considerarse parte del tercer giro junto con el sutra correspondiente. Además, el discurso Yogācāra estudia y sintetiza los tres giros y se considera a sí mismo como la explicación final definitiva del budismo. Los primeros estratos del Yogācārabhūmi-śāstra (Tratado de los fundamentos para practicantes de yoga) también contienen material Yogācāra muy temprano, tal vez anterior al Saṃdhinirmocana. Esta obra está fuertemente influenciada por la escuela Sarvāstivāda.
Según Dan Lusthaus, la orientación de la escuela Yogācāra coincide en gran medida con el pensamiento de los nikāyas pāli. Sin embargo, según Y. Karunadasa, ocurre exactamente lo contrario, y las fuentes pali son textos firmemente realistas que confirman la existencia de la materia. Karunadasa sostiene que la existencia real extra-mental de la materia y del mundo externo está "claramente sugerida" en los nikayas, y también que "ni hay ninguna evidencia positiva que demuestre que el mundo está hecho por la mente o es simplemente una proyección de pensamientos subjetivos".

### Asaṅga y Vasubandhu
La exposición sistemática de la filosofía Yogācāra debe mucho a los hermanos Asaṅga (s. IV d. C.) y Vasubandhu (s. IV-V d. C.). Poco se sabe de estas figuras, pero las hagiografías tradicionales afirman que Asaṅga recibió las enseñanzas Yogācāra del bodhisattva y futuro Buda, Maitreya. Relatos de esto se dan en los escritos de Paramārtha (siglo VI) y Xuanzang, quien informa que textos importantes como el Mahāyāna-sūtra-alaṃkāra y el Madhyanta-vibhaga son revelados divinamente de Maitreya.
Asaṅga llegó a escribir muchos de los tratados clave del Yogācāra, como el Mahāyānasaṃgraha (Resumen del Mahayana) y el Abhidharma-samuccaya (Compendio de Abhidharma), así como otras obras, aunque existen discrepancias entre las tradiciones china y tibetana respecto a qué obras se le atribuyen y cuáles a Asaṅga o Maitreya.
Asaṅga también pasó a convertir a su hermano Vasubandhu al Mahāyāna. Vasubandhu había sido un erudito de Sarvāstivāda-Vaibhāṣika y Sautrāntika, y el Abhidharmakośakārikā es su principal obra que discute las doctrinas de estas tradiciones. Vasubandhu también llegó a escribir importantes obras Yogācāra después de su conversión, explicando y defendiendo doctrinas clave Yogācāra.
En cuanto a la misteriosa figura de "Maitreya", estudiosos como Erich Frauwallner y Giuseppe Tucci han sostenido que se refiere a una persona real que fue gurú de Asanga. Otros, como Eric Obermiller y Fyodor Shcherbatskoy, dudan de la historicidad de esta figura mítica.

### Desarrollo en la India
La escuela Yogācāra ocupó un lugar destacado en el budismo indio durante siglos después de la época de los dos hermanos. Después de la época de Asaṅga y Vasubandhu, se desarrollaron dos ramas distintas de la escuela:
1. Una tradición epistémica (pramana) centrada en cuestiones de epistemología y lógica, ejemplificada por pensadores como Dignāga, Dharmakīrti, Śāntarakṣita, Jñānaśrīmitra, Ratnākaraśānti, y Ratnakīrti.
2. Una tradición centrada en refinar y elaborar el Abhidharma Yogācāra, ejemplificada por pensadores como Sthiramati, Dharmapāla, Śīlabhadra, Xuanzang (Hsüan-tsang) y Vinītadeva.

Las doctrinas de la tradición abhidhármica a menudo fueron atacadas por otros budistas, especialmente la noción de ālaya-vijñāna, que se consideraba cercana a las ideas hindúes de ātman y prakṛti. Debido a esto, la tradición lógica cambió con el tiempo a utilizar el término citta-santāna (corriente mental, flujo de conciencia) en lugar de ālaya-vijñāna, ya que era más fácil defender una "corriente" (santāna) de pensamientos como una doctrina que no contradecía la doctrina de no-yo. A finales del siglo VIII, la tradición abhidhármica había quedado eclipsada en su mayor parte por la tradición lógica, así como por una nueva escuela híbrida que "combinaba las doctrinas básicas del Yogācāra con el pensamiento tathāgatagarbha".

### La síntesis de Yogācāra y el pensamiento tathāgatagarbha

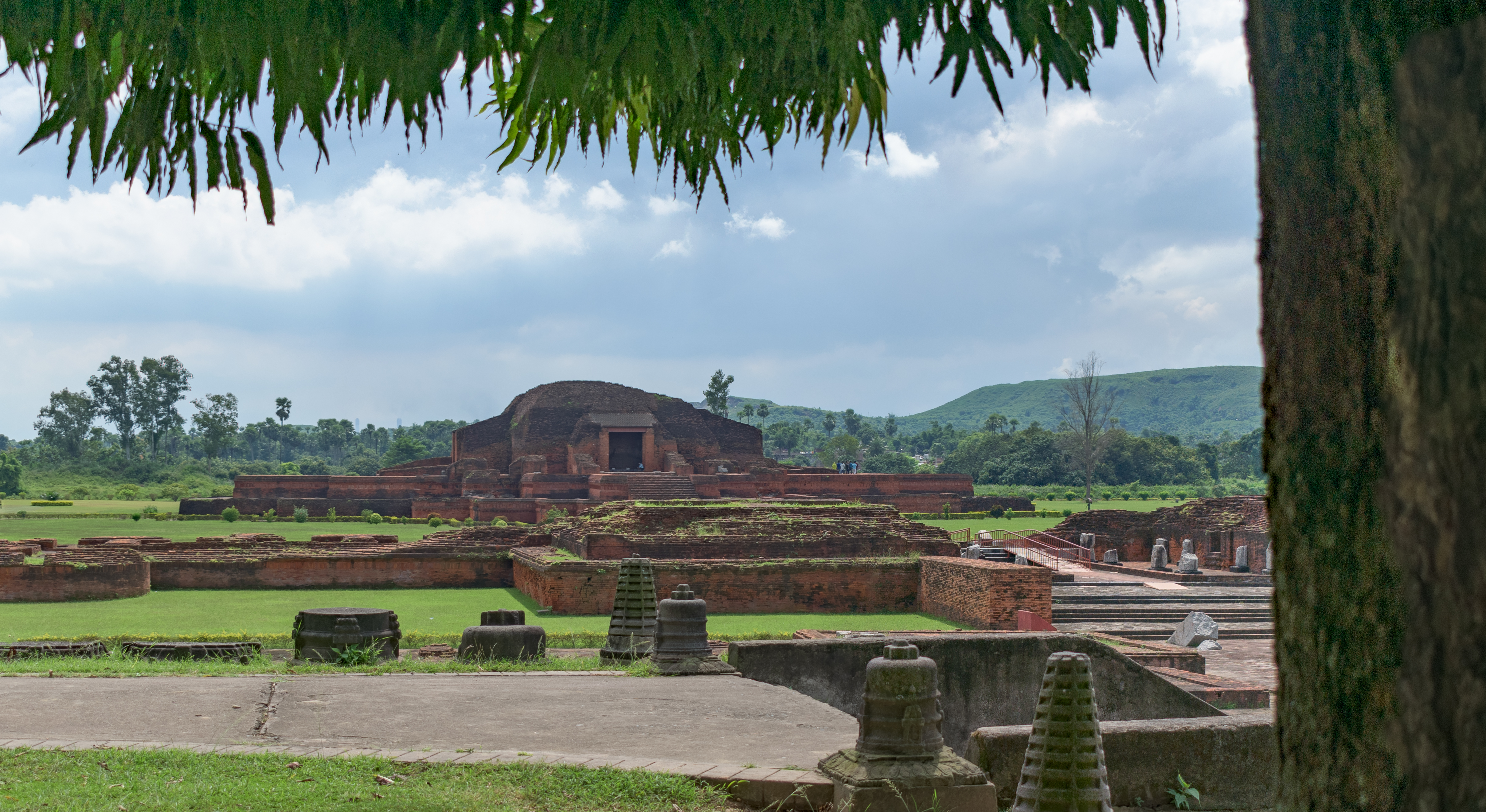
Panorama del emplazamiento de la universidad de Vikramaśīla (distrito de Bhagalpur, Bihar). Vikramaśīla fue un importante centro de estudiosos Yogacara, entre ellos Jñānaśrīmitra y Ratnākaraśānti.

Según Lusthaus, la escuela sintética Yogācāra-tathāgatagarbha aceptó la doctrina del tathāgatagarbha (la matriz-buda, fuente-buda o "buda-dentro") como "permanente, placentera, yo y pura (nitya, sukha, ātman, śuddha) que se encuentra en varios sutras de tathāgatagarbha". Esta escuela híbrida llegó a equiparar el tathāgatagarbha con el ālaya-vijñāna. Algunas fuentes clave de esta escuela son el Laṅkāvatāra Sūtra, el Ratnagotravibhāga (Uttaratantra) y, en China, el Despertar de la Fe Mahayana.
La síntesis Yogācāra-Tathāgatagarbha llegó a ser extremadamente influyente tanto en Asia Oriental como en el Tíbet. Durante los siglos VI y VII, diversas formas de Yogācāra dominaron el panorama budista chino. Hubo debates en serie entre las sectas híbridas y las más ortodoxas del Yogācāra. El traductor Bodhiruci (siglo VI de nuestra era), por ejemplo, adoptó un enfoque más ortodoxo, mientras que el Ratnamati se sintió atraído por el pensamiento tathāgatagarbha y trató de traducir textos como el sutra Dasabhumika de conformidad con su comprensión. Su desacuerdo sobre esta cuestión llevó al fin de su colaboración como cotraductores.
El traductor Paramārtha es otro ejemplo de pensador híbrido. Promovió una nueva teoría que decía que había una "conciencia immaculada" (amala-vijñāna), una sabiduría pura dentro de todos los seres, es decir, el tathāgatagarbha), que se revela una vez que se purifica el ālaya-vijñāna.
Los viajes de Xuanzang a la India y su composición del Cheng Weishi Lun fueron un intento de volver a un Yogācāra indio más "ortodoxo" y "auténtico", y poner así fin a los debates y confusiones en el Yogācāra chino de su época. El Cheng Weishi Lun (Tratado que demuestra vijñapti-mātra) vuelve al uso de la teoría de las semillas en lugar del tathāgatagarbha para explicar cómo algunos seres pueden alcanzar la budeidad.
Sin embargo, hacia el siglo VIII, diversas formas de Yogācāra-tathāgatagarbha sintético se convirtieron en la interpretación definitiva del Yogācāra en el budismo de Asia oriental. Pensadores chinos posteriores como Fa-Tsang criticarían así a Xuanzang por no enseñar el tathāgatagarbha en su sistema.
Karl Brunnhölzl señala que esta tendencia sincrética también existió en la India, pero que los maestros indios adoptaron las enseñanzas del Uttaratantra sobre la naturaleza búdica en un período posterior, sobre todo en la era tántrica con el auge de pensadores como Jñānaśrīmitra y Ratnākaraśānti.

### El debate entre alikākāravāda y satyākāravāda
Un importante debate sobre la realidad de las apariencias mentales dentro del Yogācāra condujo a su posterior subdivisión en dos sistemas de alikākāravāda (Tibetan: rnam rdzun pa, Falsos Aspectarios, también conocido como nirākāravāda) y satyākāravāda (rnam bden pa, Verdaderos Aspectarios, también conocido como sākāravāda). La cuestión central en este debate es si las apariencias o "aspectos" (ākāra) de los objetos en la mente se tratan como verdaderos (satya) o falsos (alika).
Aunque esta división no existía en las obras de los primeros filósofos Yogācāra, se pueden discernir tendencias similares a estos puntos de vista en las obras de pensadores Yogacara como Dharmapala (¿530-561?) y Sthiramati (¿510-570?).
Según Yaroslav Komarovski, los pensadores satyākāravāda aceptaban la existencia de apariencias reales o imágenes mentales reflejadas en la conciencia, ya que son de la misma naturaleza que la conciencia realmente existente y se manifiestan a partir de esa conciencia real. Este punto de vista es rechazado en alikākāravāda, que sostiene que las apariencias/imágenes en la mente son ilusiones e irreales. Lo que existe en realidad es sólo la mente primordial (jñāna), descrito como autoconocimiento (svasamvedana / svasamvitti).
Los pensadores más conocidos e influyentes del Yogacara indio posterior fueron Ratnākaraśānti (ca. 970-1045), que defendió el nirākāravāda, y Jñānaśrīmitra (ca. 980-1040), que abogó por el sākāravāda. Ambos eran colegas y altos estudiosos de la universidad de Vikramaśīla. La opinión de Ratnākaraśānti era que todas las apariencias son construcciones erróneas de la ignorancia. La experiencia en última instancia real de un buda despierto no incluye imágenes mentales ni apariencias en absoluto. Sólo hay conciencia pura, no manchada por falsas apariencias. Jñānaśrīmitra, por otra parte, defendió la opinión de que toda experiencia consciente es necesariamente la experiencia de una apariencia manifiesta (la conciencia es sākāra, "tiene apariencia"). Las apariencias manifiestas, bien entendidas, son realmente reales. Esto se debe a que se manifiestan a partir de una conciencia real, y algo real no puede producir algo irreal. La experiencia de un buda tiene apariencias, y no hay nada en este hecho que haga que la experiencia de un buda sea errónea.

### Yogācāra y Madhyamaka
El Yogācāra indio siempre estuvo en contacto con la tradición Madhyamaka. Existe desacuerdo entre los eruditos contemporáneos sobre el grado en que se opusieron, si es que lo hicieron. La principal diferencia entre estas dos escuelas principales del Mahayana se refiere a las cuestiones de la existencia y la naturaleza de la vacuidad (shunyata). Mientras que los pensadores Madhyamaka dicen que afirmar la existencia o inexistencia de cualquier cosa (incluyendo la vacuidad), era inapropiado, los tratados Yogācāra a menudo afirman que la naturaleza dependiente (paratantra-svabhāva) realmente existe y que la vacuidad es una ausencia real que también existe. Por ejemplo, el Madhyāntavibhāga afirma claramente que "la imaginación de lo inexistente [abhūta-parikalpa] existe. En ella no existe la dualidad. La vacuidad, sin embargo, existe en ella".

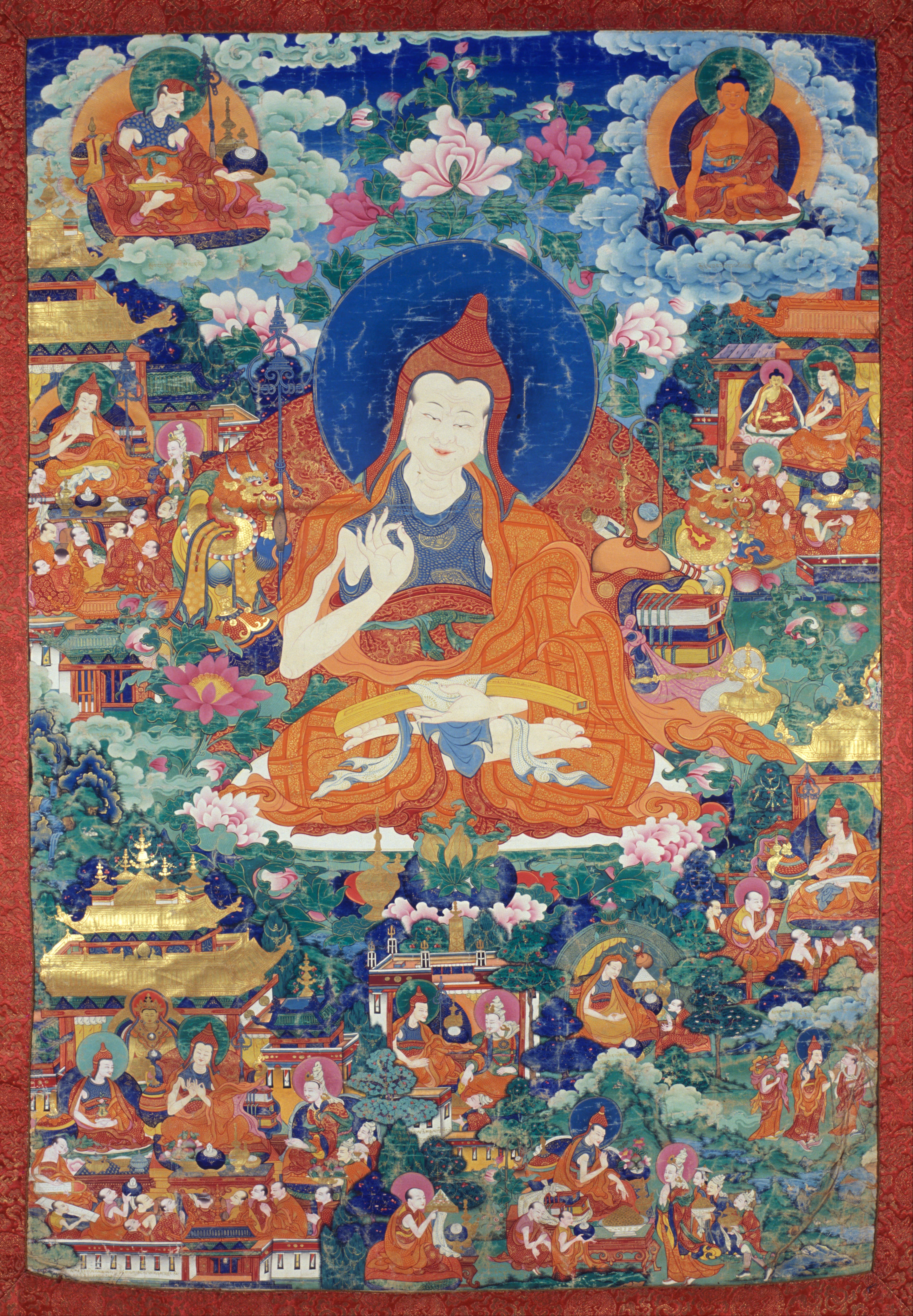
Śāntarakṣita

Los pensadores clásicos del Yogācāra como Asaṅga y Vasubandhu criticaron a los Madhyamikas que "se adhieren a la no existencia" (sct. nāstikas, vaināśkas) porque consideraban que se desviaban hacia el aniquilacionismo o nihilismo  (ucchedavāda). Los yogācāras sostenían que había realmente algo de lo que podía decirse que "existía", es decir, vijñapti, y eso era lo que se describe como estar "vacío" su sistema.
La posición de que Yogācāra y Madhyamaka estaban en conflicto fue expuesta por Xuanzang en el siglo VII. Tras una serie de debates con exponentes de la escuela Madhyamaka en la India, Xuanzang compuso en sánscrito el tratado (perdido) de tres mil versos llamado La no diferencia entre Madhyamaka y Yogācāra.

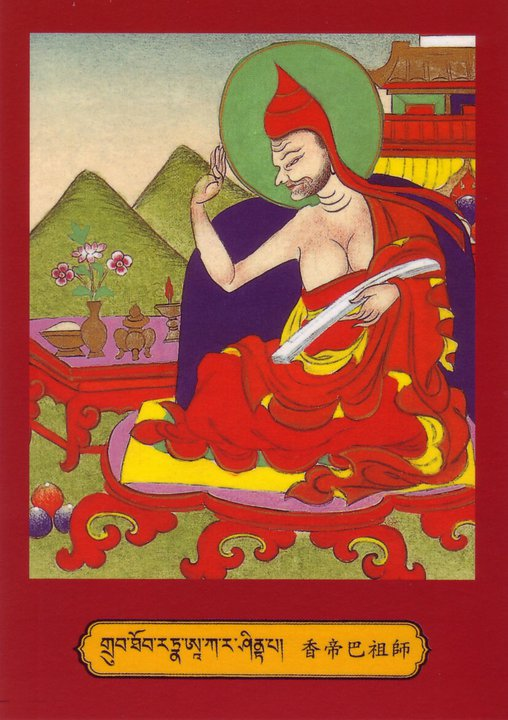
Ratnākaraśānti (Siglos X-XI)

Los filósofos demostraron dos tendencias opuestas a lo largo de la historia de la filosofía budista en la India, una que trabajaba para separar y distanciar los dos sistemas y otra tendencia que trabajaba para armonizarlos. La tendencia armonizadora puede verse en la obra de filósofos como Jñānagarbha (siglo VIII), su alumno Śāntarakṣita (siglo VIII) y también en la obra del pensador Yogācāra Ratnākaraśānti. Estos pensadores también vieron el punto de vista Yogācāra alikākāravāda ("falso aspectario", aquellos Yogācāras que creen que las apariencias mentales son falsas o no existen en última instancia) como el más elevado.
Śāntarakṣita (siglo VIII) fue un filósofo de Nalanda y fundador de Samye, el primer monasterio budista del Tíbet. Śāntarakṣita defendió una filosofía sintética que combinaba Madhyamaka, Yogācāra y la lógica-epistemología de Dharmakirti en un nuevo sistema conocido como Yogācāra-Mādhyamika o Yogācāra-Svatantrika-Mādhyamika. Śāntarakṣita aceptó doctrinas del Yogācāra como la mente-solamente (cittamatra) y la conciencia autorreflexiva (svasamvedana), pero sólo en el nivel de la verdad convencional. Para él son una forma útil de relacionarse con los convencionalismos y hacer progresar a los estudiantes más hábilmente hacia la verdad última del madhyamaka.
Ratnākaraśānti (también conocido como Ratnākara y Śāntipa, de finales del siglo X a mediados del siglo XI) fue un erudito de la universidad de Vikramaśilā (en Bihar). Debido a que su filosofía única intenta fusionar los conocimientos tanto del Yogācāra como del Madhyamaka, Ratnākara se refirió a ella como Trisvabhāva-mādhyamaka ("el camino medio de las tres naturalezas"). También se le conoce como uno de los principales defensores de la interpretación "nirākāravāda" (sin imágenes"). Sus obras, como el Prajñāpāramitopadeśa (Instrucciones sobre la perfección de la sabiduría), afirman que las escuelas Yogācāra y Madhyamaka tienen la misma intención última y realización final, aunque la describan de forma algo diferente. Ratnākaraśānti sostenía que la conciencia reflexiva (svasaṃvedana o svasaṃvitti) sí existe en última instancia como manifestación lúcida (prakāśa) o luminosidad natural (prakrti-prabhasvara, que es la naturaleza de buda), por lo que defiende el fundacionalismo. Esta autoconciencia pura no dual es lo que queda después de que se hayan eliminado todos los oscurecimientos aflictivos y cognitivos y la dualidad.
Pensadores budistas tibetanos posteriores como Shakya Chokden también se esforzarían por mostrar la compatibilidad de la subescuela alikākāravāda con madhyamaka, argumentando que es de hecho una forma de madhyamaka. Asimismo, el Séptimo Karmapa Chödrak Gyamtso tiene una opinión similar, según la cual los "puntos e intenciones importantes y profundos" de los dos sistemas son uno. Ju Mipham es también otro filósofo tibetano cuyo proyecto está dirigido a mostrar la armonía entre el Yogacara y el Madhyamaka, argumentando que sólo hay una diferencia muy sutil entre ellos, siendo un aferramiento sutil por parte de los Yogacaras a la existencia de una "cognición inexpresable, naturalmente luminosa".

### Yogācāra en Asia Oriental

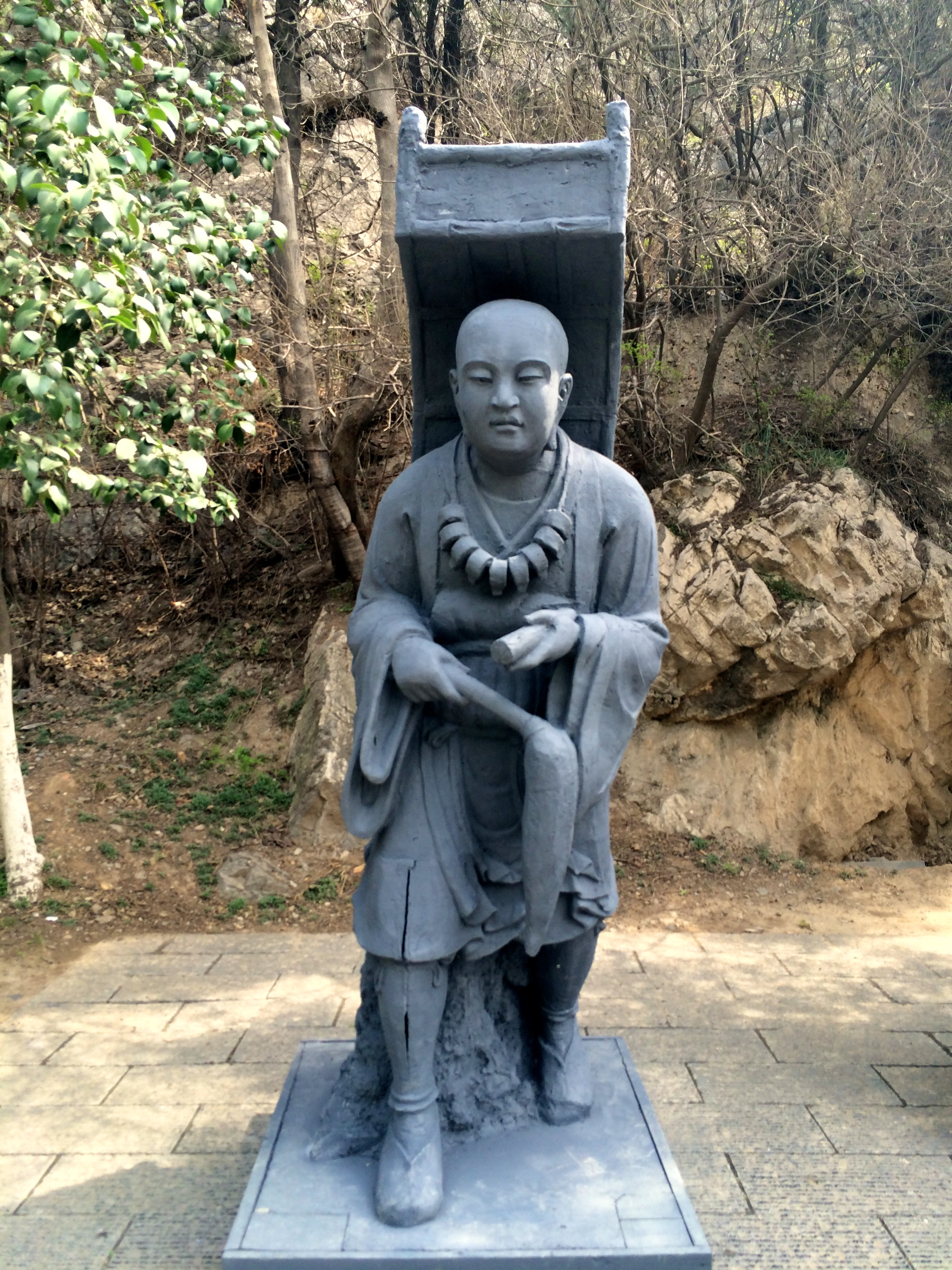
Estatua de Xuanzang en las Grutas de Longmen, Luoyang

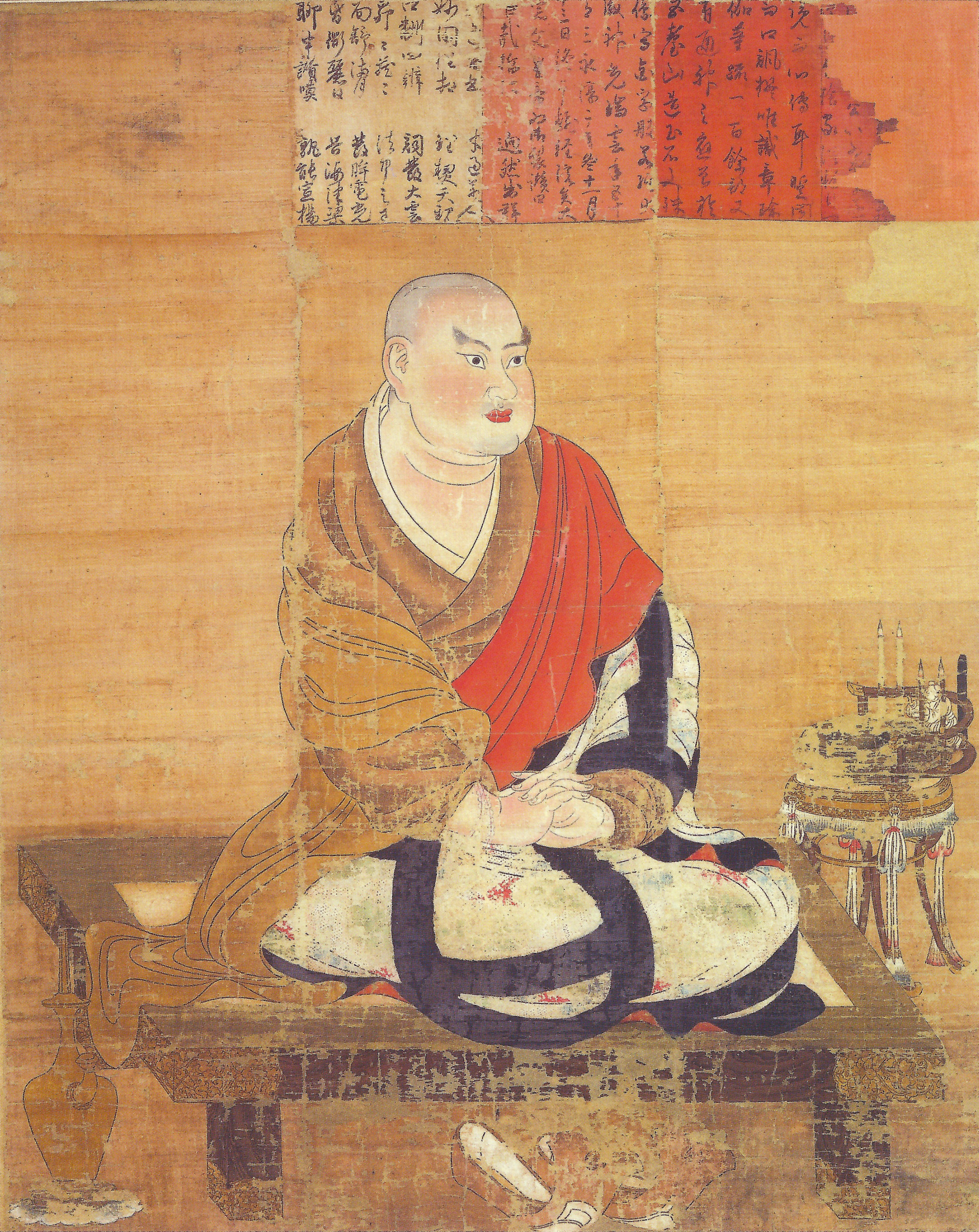
Kuījī (632-682), alumno de Xuanzang

Las traducciones de los textos indios del Yogācāra se introdujeron por primera vez en China a principios del siglo V de nuestra era. Entre ellas estaba la traducción de Guṇabhadra del Laṅkāvatāra Sūtra en cuatro fascículos, que también llegaría a ser importante en la historia temprana del budismo Chan (Zen). Durante el siglo VI, el monje y traductor indio Paramārtha (真諦; 499-569) propagó ampliamente las enseñanzas del Yogācāra en China. Entre sus traducciones figuran el Saṃdhinirmocana Sūtra, el Madhyāntavibhāga-kārikā, el Triṃśikā-vijñaptimātratā y el Mahāyānasaṃgraha.
Xuanzang (fl. c. 602 - 664) suele considerarse el fundador más importante del Yogācāra de Asia Oriental. A la edad de 33 años, Xuanzang realizó un peligroso viaje a la India con el fin de estudiar el budismo y conseguir textos para su posterior traducción. Dan Lusthaus escribe que Xuanzang había llegado a la conclusión de que los temas de disputa en el budismo chino podían resolverse con la disponibilidad de nuevos textos indios.
Xuanzang pasó más de diez años en la India viajando y estudiando con varios maestros budistas. Entre los maestros de Xuanzang se encontraba Śīlabhadra, el abad de Nālandā, que entonces tenía 106 años y que fue su tutor durante 10 años. A su regreso de la India, Xuanzang trajo consigo 657 textos budistas, entre ellos importantes obras del Yogācāra como el Yogācārabhūmi. Recibió apoyo gubernamental y muchos ayudantes con el fin de traducir estos textos al chino.
Como contribución importante al Yogācāra de Asia Oriental, Xuanzang compuso el Cheng Weishi Lun ("Tratado sobre el establecimiento de la conciencia solamente"). Esta obra se enmarca en torno al Triṃśikā-vijñaptimātratā ("Treinta versos sólo sobre la conciencia") de Vasubandhu. En su comentario, Xuanzang defendió el comentario de Dharmapāla sobre esta obra como el correcto, y proporcionó sus propias explicaciones sobre estos, así como otros puntos de vista. Esta obra fue compuesta a instancias del discípulo de Xuanzang Kuījī (632-682), y se convirtió en una obra central del Yogācāra de Asia oriental. Xuanzang también promovió prácticas meditativas devocionales hacia Maitreya. Kuiji, discípulo de Xuanzang, escribió varios comentarios importantes sobre textos Yogācāra y desarrolló aún más la influencia de esta doctrina en China. Fue reconocido por los seguidores posteriores como el primer verdadero patriarca de la escuela.
La tradición también llegó a Corea (donde se conoce como Beopsang) y Japón (donde se conoce como Hossō). Entre los principales exponentes del Yogācāra en Corea se encuentran Daehyeon (大賢), Sinhaeng (神行; 704-779), Woncheuk (圓測 ; 631-696) y Wonhyo (元曉 ; 원효 ; 617 - 686). Entre las figuras clave del Yogācāra japonés se encuentran Chitsū (智通) y Chidatsu (智達) de la escuela Kusha-shū, Dosho (道昭), Jokei (貞慶), Zenju (善珠), Tokuitsu (徳一).
Con el tiempo, la influencia del Yogācāra de Asia Oriental se debilitó debido a la competencia con otras tradiciones budistas nativas chinas como el Tiantai, el Huayan, el Chan y el Budismo de la Tierra Pura. No obstante, siguió ejerciendo influencia, y los budistas chinos se basaron en gran medida en sus traducciones, comentarios y conceptos, absorbiendo las enseñanzas del Yogācāra en las otras tradiciones. Las ideas Yogācāra-Tathāgatagarbha siguieron influyendo en las escuelas chinas, especialmente en la Huayan y la Zen, ambas influidas por el Despertar de la fe en el Mahayana, un importante tratado chino que se inspira en el pensamiento Yogācāra-Tathāgatagarbha.

### Yogācāra en el Tíbet

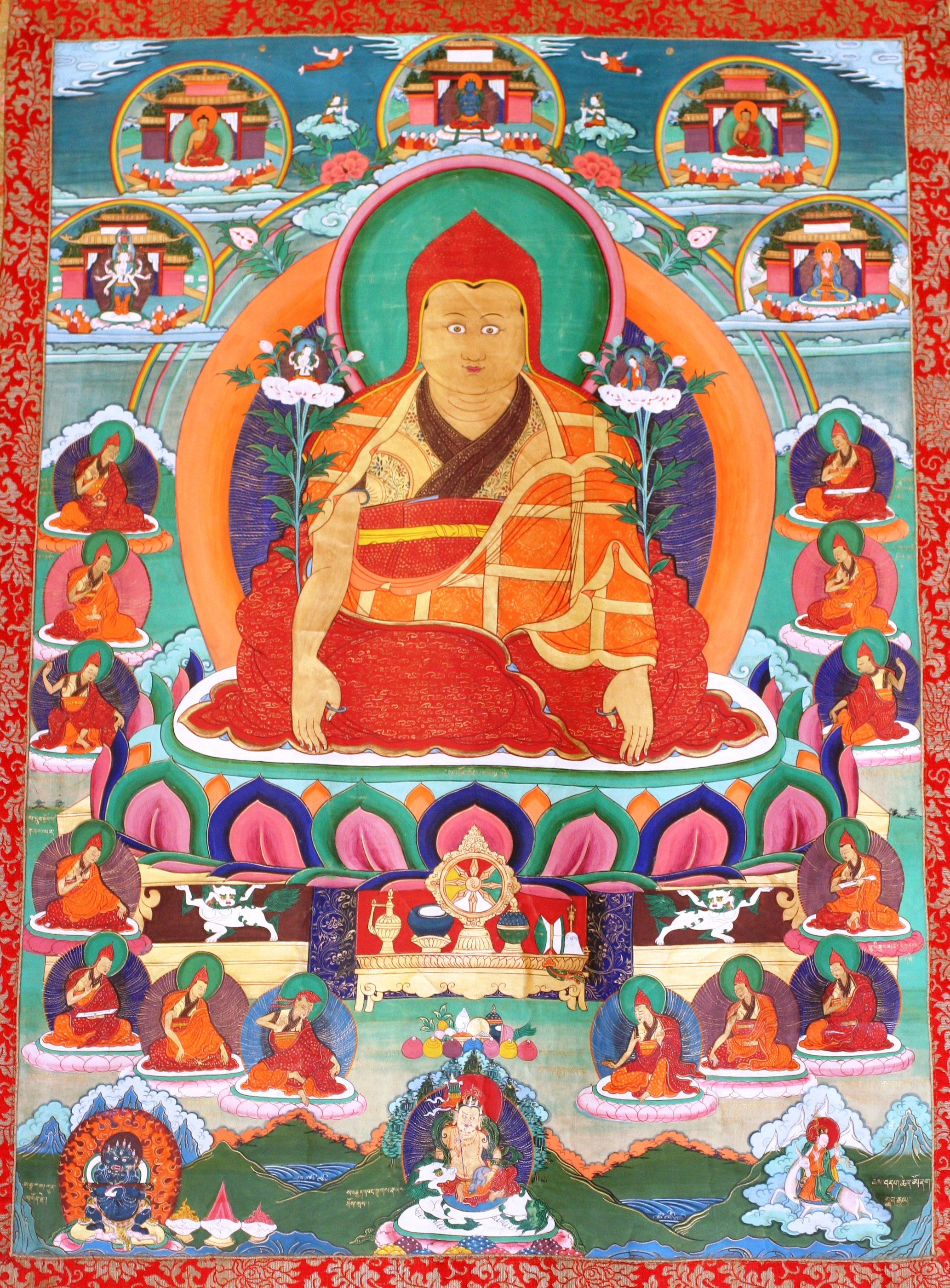
Dolpopa Sherab Gyaltsen (1292-1361), fundador de la escuela Jonang y popularizador del pensamiento Yogācāra-Tathāgatagarbha en el Tíbet.

El Yogācāra fue transmitido por primera vez al Tíbet por Śāntarakṣita, Kamalaśīla y Atiśa y el pensamiento Yogācāra forma parte integral de la historia del budismo tibetano. El Yogācāra se estudia en todas las escuelas del budismo tibetano, aunque recibe un énfasis diferente en cada una de ellas.
La escuela tibetana Nyingma y sus enseñanzas Dzogchen promueven una filosofía única que está influenciada por la síntesis del pensamiento Madhyamaka y Yogācāra-Tathāgatagarbha. Jamgon Ju Mipham Gyatso, el comentarista Ñingma del siglo XIX, escribió en su comentario sobre Śāntarakṣita, que la visión última en ambas escuelas es la misma, y que cada camino conduce al mismo estado último de permanencia.
Mientras tanto, la escuela Jonang desarrolló su propio punto de vista sistemático, al que denominaron shentong ("vacío de otro", Wylie: gzhan-stong), que incluía elementos del pensamiento Yogācāra, Madhyamaka y Tathāgatagarbha, así como del tantra budista (en particular el sistema Kalachakra). Jonang consideraba que este punto de vista era definitivo, en contraste con el rangtong ("vaciado de sí mismo" o prasaṅgika, Wylie: rang-stong), que comprendía tanto svatantrika como prasaṅgika Madhyamaka.
El punto de vista clásico del shentong fue desarrollado y defendido por el gran erudito Dölpopa Sherab Gyaltsen (1292-1361). El shentong clásico de Jonang sostiene que, si bien todos los fenómenos relativos están vacíos de existencia inherente (svabhava), la realidad última (paramartha-satya) no está vacía de su propia existencia inherente. Desde este punto de vista, la realidad última, la sabiduría búdica (buddha-jñana) o naturaleza búdica (buddhadhātu), sólo está vacía de fenómenos relativos y contaminados, pero no está vacía de sus innumerables cualidades búdicas. Jonang shentong influyó posteriormente en los puntos de vista de diversas figuras de las otras escuelas del budismo tibetano, como Sakya Chokden y Situ Panchen, haciéndose popular en varios linajes de Kagyu y Nyingma. En el siglo XIX se produjo un renacimiento del shentong, especialmente dentro del movimiento no sectario Rimé.
Je Tsongkhapa (cuyas reformas de la tradición Kadam de Atiśa se consideran generalmente los inicios de la escuela Gelug) llegó a considerar las enseñanzas de la escuela Yogacara como un tipo inferior de budismo y como meramente útiles desde un punto de vista convencional. Tsongkhapa también criticó con vehemencia la visión shentong de Dolpopa.
Debido a este desarrollo histórico, los debates actuales dentro del budismo tibetano entre los puntos de vista shentong y rangtong tienen muchas similitudes con los debates históricos entre Yogācāra y Madhyamaka, pero de hecho, las filosofías específicas se han desarrollado más. Aunque puede decirse que los puntos de vista tibetanos posteriores han evolucionado a partir de las primeras posiciones indias, las distinciones entre los puntos de vista se han vuelto cada vez más sutiles y complejas, especialmente a medida que el Yogācāra tibetano ha evolucionado para incorporar las filosofías Madhyamaka y Tathāgatagarbha.

### Influencia

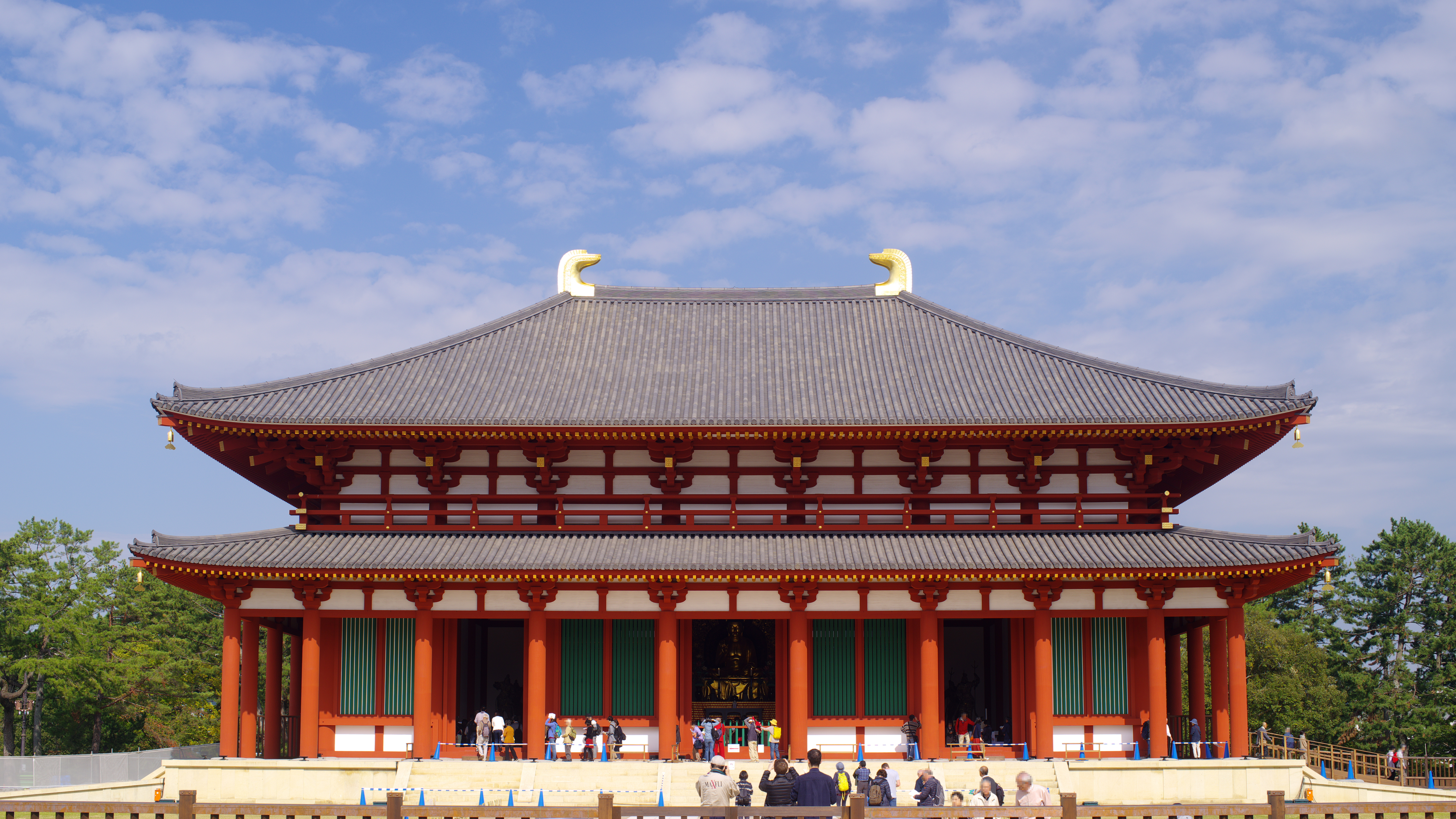
Sala Dorada Central de Kōfuku-ji (興福寺), sede nacional de la escuela Hossō y uno de los Siete Grandes Templos de Nara, Japón.

En la actualidad, la escuela Yogācāra llamada Hossō (Ch. Fǎxiàng, "Característica del Dharma") japonés sobrevive en Japón como escuela independiente. Aparte de ésta, no existe ninguna tradición independiente que siga únicamente el Yogacara. Dicho esto, prácticamente todas las escuelas contemporáneas del budismo Mahāyāna están influenciadas por el pensamiento budista Yogācāra. Esto incluye el Zen moderno, el Budismo de la Tierra Pura y el Budismo Tibetano. El Zen fue fuertemente influenciado por las fuentes Yogācāra, especialmente el Laṅkāvatāra Sūtra.
En el budismo tibetano, las fuentes Yogācāra siguen siendo ampliamente estudiadas y muchos textos Yogācāra son obras clave estudiadas en el plan de estudios de educación monástica de las diversas escuelas. Algunos influyentes en el budismo tibetano incluyen: el Abhidharma-samuccaya de Asanga, y los "Cinco Tratados de Maitreya" incluyendo el Mahayanasutralankara, y el Ratnagotravibhāga (un texto que enseña las doctrinas Yogacara y de la naturaleza búdica).

## Textos

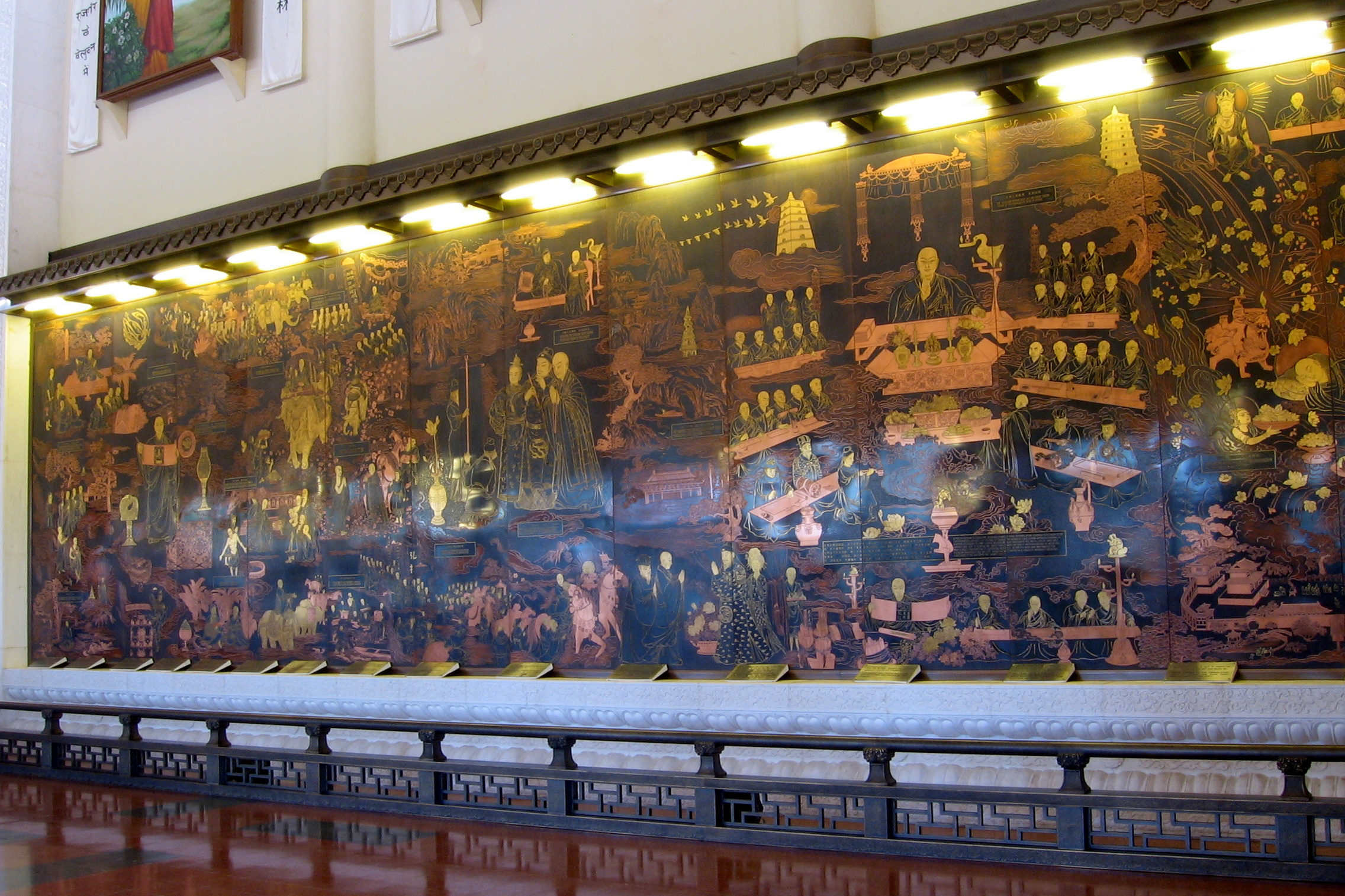
Pintura mural que representa los viajes de Xuanzang y su labor de traducción, Sala Conmemorativa de Xuanzang, Nalanda.

### Sūtras
El Saṃdhinirmocana Sūtra (Sūtra de la Explicación de los Secretos Profundos; siglo II de nuestra era), fue el sutra seminal del Yogācāra y continuó siendo un referente primordial para la tradición. El Buddhāvataṃsaka Sūtra es otro sutra influyente que contiene temas del Yogācāra, incluidas las ideas de una conciencia pura e inmaculada y de una sabiduría búdica (buddha-jñana) que lo penetra todo.
Otro texto, el Mahāyānābhidharmasūtra se cita a menudo en las obras del Yogācāra y se supone que también es un sutra temprano del Yogācāra.
El Laṅkāvatāra Sūtra también adquirió posteriormente una importancia considerable en Asia oriental, y partes de este texto fueron consideradas por Étienne Lamotte coetáneas del Saṃdhinirmocana. Este texto equipara la teoría Yogācāra del ālayavijñāna con el tathāgatagarbha y, por tanto, parece formar parte de la tradición que pretendía fusionar el Yogācāra con las ideas de tathāgatagarbha.

### Asaṅga, Vasubandhu y los primeros tratados.
Parte del material Yogācāra más antiguo se encuentra en el Yogācārabhūmi-śāstra (La Fundación para Practicantes de Yoga), como las doctrinas de ālayavijñāna y āśrayaparāvṛtti. Este texto, una enorme obra enciclopédica sobre teoría y praxis yóguicas, se atribuye tradicionalmente a Asaṅga (siglo IV) o a Maitreya, pero la mayoría de los estudiosos (como Schmithausen y Aramaki) creen que contiene la obra de muchos autores, y sus componentes reflejan diversas etapas de desarrollo histórico. La mayor parte de su material no es Mahayana y, según Lusthaus, se basa en gran medida en los Āgamas. Sin embargo, Asaṅga todavía puede haber influido en su desarrollo.
Se le atribuye la autoría de varios de los principales tratados (śāstras) del Yogācāra a Asaṅga, uno de los principales sistematizadores doctrinales. Entre ellos destacan su obra magna, el Mahāyānasaṃgraha y también un compendio del Yogācāra Abhidharma, el Abhidharma-samuccaya.
El hermano de Asaṅga, Vasubandhu, también es considerado una importante figura del Yogācāra. Escribió varias śāstras importantes, entre ellas el Trisvabhāva-nirdeśa (Tratado sobre las Tres Naturalezas), Viṃśaṭikā-kārikā (Veinte Estrofas), Triṃśikā-kārikā (Treinta Estrofas), Vyākhyāyukti (Modo adecuado de exposición), Karmasiddhiprakarana (Tratado sobre el karma) y el Pañcaskandhaprakaraṇa (Explicación de los cinco agregados). Según Jay Garfield, el Trisvabhāva-nirdeśa es posiblemente una de las obras filosóficamente más detalladas y completas sobre las tres naturalezas.
Vasubandhu también escribió una gran obra sistemática sobre el Abhidharma, el Abhidharmakośa-bhāṣya, que sigue siendo influyente en el Tíbet y Asia Oriental. Según Robert Kritzer, aunque tradicionalmente se considera que esta obra se basa en el Sarvastivada y el Sautrantika Abhidharma, también contiene influencias del Yogācāra extraídas del Yogācārabhūmi.

### Otros textos
Importantes comentarios sobre diversos textos Yogācāra fueron escritos por Sthiramati (siglo VI) y Dharmapala de Nalanda (siglo VI), que representan diferentes subtradiciones dentro de la escuela. Dignāga (c. 480- 540 CE) escribió una importante obra Yogācāra, el Alambanapariksa y su vrtti (comentario). La obra de Dharmakirti también muestra influencia Yogācāra.
La figura china de Xuanzang (602-664) escribió un comentario Ch' eng wei shih lun (reconstrucción sct.: Vijñaptimātratāsiddhi*) sobre el Trimsikā de Vasubandhu, para el que utilizó numerosos comentarios indios, favoreciendo la obra de Dharmapala. En la tradición Yogācāra de Asia oriental, se trata de la obra central sobre la filosofía Yogācāra.
Además de las obras de Asaṅga y Vasubandhu, la tradición Yogācāra, tal como se entiende en el budismo tibetano, también se basa en una serie de textos llamados "las cinco enseñanzas de Maitreya." Estos son el Mahāyānasūtrālamkāra, Dharmadharmatāvibhāga, Madhyāntavibhāgakārikā, Abhisamayalankara y el Ratnagotravibhaga. Tradicionalmente se dice que estos textos fueron relatados a Asaṅga por el Bodhisattva Maitreya desde el cielo Tushita. Según David S. Ruegg, las "cinco obras de Maitreya" sólo se mencionan en fuentes sánscritas a partir del siglo XI. Como señalan S.K. Hookham y Paul Williams, su atribución a un único autor ha sido cuestionada por los eruditos modernos, especialmente el Abhisamayalankara y el Ratnagotravibhaga (que se centra en el tathāgatagarbha). También hay varios comentarios sobre estos textos de autores indios y tibetanos que son importantes en la tradición escolástica tibetana.
Según Karl Brunnholzl, la tradición china también habla de cinco textos de Maitreya (mencionados por primera vez en el Yujia lunji de Dunlun), "pero considera que consisten en el Yogācārabhūmi, el *Yogavibhāga [ahora perdido], el Mahāyānasūtrālamkārakā, el Madhyāntavibhāga y el Vajracchedikākāvyākhyā".

## Práctica

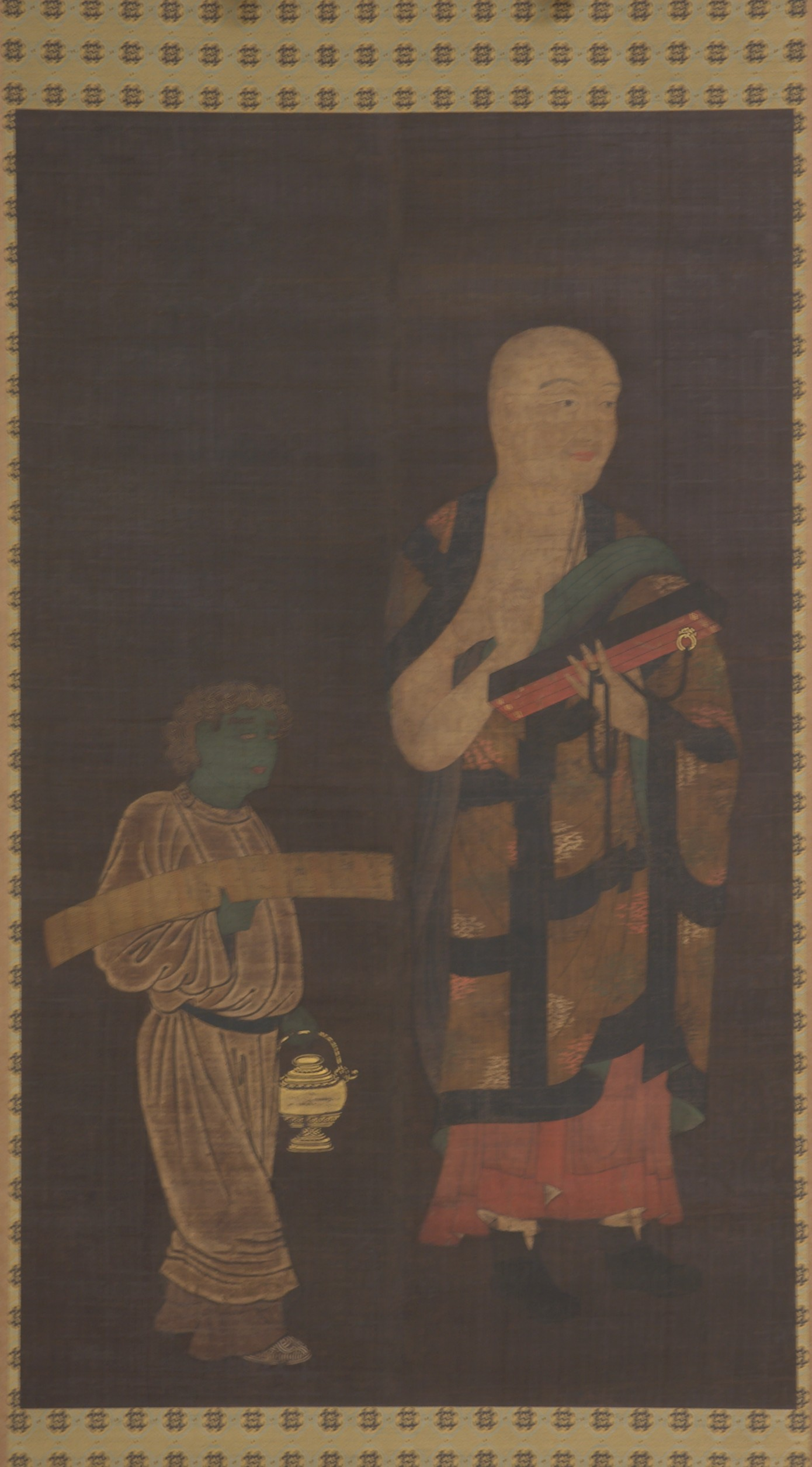
Retrato de Xuanzang y un asistente. Xuanzang llevó el Yogācārabhūmi-Śāstra a China y tradujo el texto.

La fuente principal de las prácticas yóguicas y meditativas de la escuela Yogācāra es el enciclopédico Yogācārabhūmi-Śāstra (YBh, Tratado sobre los fundamentos para los practicantes de yoga). El YBh presenta una exposición estructurada del camino Mahāyāna del yoga (refiriéndose aquí a la práctica espiritual en general) y se apoya tanto en textos Āgama/Nikāya como en sūtras Mahāyāna, al tiempo que recibe influencias del abhidharma vaibhāṣika y sautrantika. Según algunos estudiosos, este texto puede remontarse a las comunidades de yogācāras (yoguis), que inicialmente no se referían a una escuela filosófica, sino a grupos de especialistas en meditación budista.
La práctica yóguica en el YBh debe fundamentarse en el conocimiento de las funciones de la conciencia, por lo que escuchar y reflexionar sobre los sutras y tratados es una práctica clave. Grandes secciones del YBh se centran en importantes temas doctrinales que deben ser comprendidos por los yoguis. La sección principal del YBh se estructura en torno a diecisiete "bhūmis" (explicados en catorce libros), que son "fundamentos" o "bases" de la meditación. Cada uno de estos "fundamentos" es "un campo de conocimiento que el acólito de yogācāra debe dominar para tener éxito en su práctica del yoga." Algunos de estos fundamentos son temas doctrinales como las cinco conciencias o vijñānas (libro 1), el ālayavijñāna, la cognición aflictiva (kliṣṭaṃ manaḥ), los 51 factores mentales (cetasikas, libro 2), las impurezas (saṃkleśa, libro 3) y las tres naturalezas (trisvabhāva). Otros libros tratan de la práctica de la meditación propia (libros 4, 9, 10 y 12).
El YBh trata numerosos temas budistas clásicos relacionados con la práctica espiritual que comparten tanto el Śrāvakayāna (el budismo no mahayana) como el Mahāyāna. Algunos de los temas principales son las ocho formas diferentes de dhyāna (absorciones meditativas), los tres samādhis, los diferentes tipos de liberación (vimokṣa), los logros meditativos (samāpatti) como nirodhasamāpatti (el logro de la cesación), los cinco obstáculos (nivaraṇa), los distintos tipos de focos (ālambana) o "imágenes" (nimitta) utilizados en la meditación, los distintos tipos de meditación utilizados como antídotos (pratipakṣa) contra las aflicciones (como contemplar la muerte, la falta de atractivo, la impermanencia y el sufrimiento), la práctica de tranquilidad (śamatha) a través de "los nueve aspectos del reposo de la mente" (navākārā cittasthitiḥ), la práctica de la introspección (vipaśyanā), la atención plena a la respiración (ānāpānasmṛti), cómo comprender las cuatro nobles verdades, los treinta y siete factores del Despertar (saptatriṃśad bodhipakṣyā dharmāḥ), las cuatras mentes inconmensurables (apramāṇa) y cómo practicar las seis perfecciones (pāramitā).

### Cultivo meditativo
El cultivo meditativo (bhāvanā) debe basarse en la disciplina ética, la comprensión correcta y la relación con un buen amigo espiritual. Consta de dos formas principales, la perspicacia o visión clara (vipaśyanā) y la tranquilidad (śamatha). El YBh enseña cuatro tipos de temas meditativos (ālambana): (I) temas generales, (II) temas que purifican el temperamento del practicante, (III) temas para desarrollar la pericia, y (IV) temas para purificar las aflicciones. Hay cuatro tipos de temas generales (vyāpyālambanam):
1. La imagen conceptual (savikalpaṃ pratibimbam), utilizada en la meditación de visión clara (vipaśyanā). Un meditador elige un tema doctrinal como las cuatro nobles verdades, el surgimiento dependiente o los cinco agregados y lo analiza conceptualmente mientras descansa en meditación hasta que surge una realización.
2. La imagen no conceptual (nirvikalpaṃ pratibimbam) utilizada en la meditación de la tranquilidad (śamatha). La mente es llevada a descansar en el objeto sin análisis en nueve pasos llamados "los nueve aspectos del descanso de la mente" (navākārā cittasthitiḥ).
3. La totalidad de las cosas (vastuparyantatā). Esto es concentrarse en los cinco agregados (skandha), los dieciocho constituyentes de la percepción (dhātu), o los doce dominios perceptivos (āyatana) en cuanto a su causalidad, función o características.
4. El cuarto tipo de focos generales es la perfección del objetivo [de la meditación] (kāryapariniṣpatti), donde se trasciende la imagen meditativa, se llega a los dhyanas y se alcanza la visión del conocimiento no conceptual, directo (nirvikalpam pratyakṣaṃ jñāna-darśanam).

Según el YBh, se dice que la práctica del śamatha progresa a través de nueve "etapas mentales" (navākārā cittasthiti), que conducen al estado de śamatha propiamente dicho, y de ahí a un estado de concentración meditativa llamado primer dhyāna del que a menudo se dice que es un estado de tranquilidad. Este esquema ha seguido siendo fundamental para la práctica del śamatha en el budismo tibetano.
Las nueve etapas de calmar la mente son:
1. La colocación de la mente (cittasthāpana) ocurre cuando el practicante es capaz de colocar su atención en el objeto de meditación, pero es incapaz de mantener esa atención durante mucho tiempo. Las distracciones, el embotamiento mental y otros obstáculos son frecuentes.
2. La colocación continua (samsthāpana) se produce cuando el practicante experimenta momentos de atención continua en el objeto antes de distraerse. Según B Alan Wallace, esto ocurre cuando se puede mantener la atención en el objeto de meditación durante aproximadamente un minuto.
3. Colocación repetida (avasthāpana) es cuando la atención del practicante está fija en el objeto durante la mayor parte de la sesión de práctica y es capaz de darse cuenta inmediatamente cuando ha perdido el control mental sobre el objeto y es capaz de restaurar esa atención rápidamente.
4. La colocación cercana (upasthāpana) se produce cuando el practicante es capaz de mantener la atención durante toda la sesión de meditación (una hora o más) sin perder el control mental sobre el objeto de meditación. En esta etapa, el practicante alcanza el poder de la atención plena. Sin embargo, esta etapa todavía contiene formas sutiles de excitación y torpeza o laxitud.
5. Amansamiento (damana), en esta etapa el practicante alcanza una profunda tranquilidad mental, pero debe estar atento a formas sutiles de laxitud o embotamiento, estados pacíficos de la mente que pueden confundirse con la permanencia en calma. Centrándose en los beneficios futuros de la obtención de Shamatha, el practicante puede elevar su mente y volverse más centrado y claro.
6. La pacificación (śamana) es la etapa durante la cual la torpeza o laxitud mental sutil ya no es una gran dificultad, pero ahora el practicante es propenso a excitaciones sutiles que surgen en la periferia de la atención meditativa. Según B. Alan Wallace, esta etapa sólo se alcanza tras miles de horas de riguroso entrenamiento.
7. Plenamente pacificado (vyupaśamana), aunque el practicante todavía puede experimentar excitaciones sutiles o embotamiento, son raras y el practicante puede reconocerlas y pacificarlas fácilmente.
8. Colocación única (ekotīkarana) en esta etapa el practicante puede alcanzar altos niveles de concentración con sólo un ligero esfuerzo y sin ser interrumpido ni siquiera por una sutil laxitud o excitación durante toda la sesión de meditación.
9. Colocación equilibrada (samādhāna) el meditador alcanza ahora sin esfuerzo la concentración absorbida (samadhi) y puede mantenerla durante unas cuatro horas sin una sola interrupción.
10. Śamatha, la culminación, a veces aparece como una décima etapa.

El YBh también enseña sobre "diez factores que acompañan al entrenamiento" (śikṣānulomikā dharmāḥ), que son remedios a diez factores que van en contra del dharma y pueden bloquear el propio progreso meditativo. Estos son:
1. la contemplación de características feas (aśubhasaṃjñā) contrarresta el apego sexual,
2. la contemplación de la impermanencia (anityasaṃjñā) remedia la creencia en un yo,
3. la contemplación del sufrimiento con respecto a lo impermanente (anitye duḥkhasaṃjñā) supera la pereza y la apatía,
4. la contemplación del no-yo en el sufrimiento (duḥkhe 'nātmasaṃjñā) se opone a la creencia en un yo,
5. la contemplación de la naturaleza repugnante de la comida (āhāre pratikūlasaṃjñā) contrarresta el deseo de comer,
6. la contemplación de la falta de felicidad real en cualquier parte del mundo (sarvaloke 'nabhiratisaṃjñā) actúa contra el ansia de escuchar charlas sobre el mundo,
7. la visualización de la luz (ālokasaṃjñā) remedia los estados que nublan o confunden la mente, como la duda, la falta de claridad, el cansancio, la somnolencia, etc,
8. la contemplación del no apego (virāgasaṃjñā) actúa contra el apego a la dicha experimentada en estados superiores de meditación,
9. la contemplación de la cesación (nirodhasaṃjñā) vence el deseo de la absorción meditativa,
10. la contemplación de la muerte (maraṇasaṃjñā) remedia la desdicha que surge de desear y esperar la vida.

### Las prácticas del bodhisattva

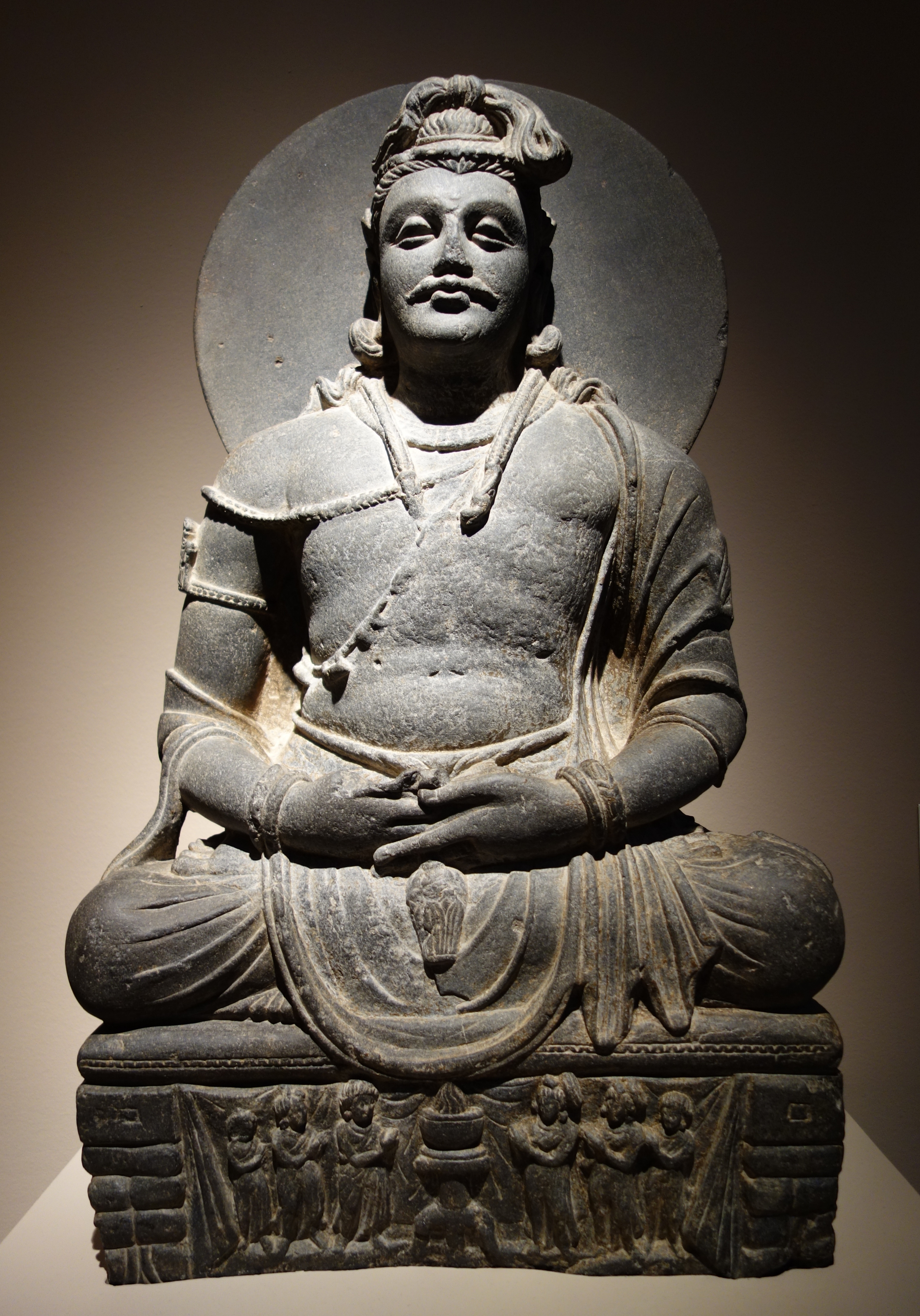
Bodhisattva Maitreya, el arquetipo central de bodhisattva en el budismo Yogācāra.

La sección Bodhisattvabhūmi (Fundamento sobre el Bodhisattva) del YBh analiza las formas de práctica específicamente Mahāyāna de la escuela Yogācāra que están adaptadas a los bodhisattvas. Estas figuras son vistas como virtuosos espirituales que están trabajando en alcanzar la plena Budeidad a través de un proceso que puede tomar cientos de eones de desarrollo espiritual (e innumerables renacimientos). A diferencia de otros libros del YBh (como el Śrāvakabhūmi) que están más influenciados por los textos abhidharma, el Bodhisattvabhūmi está fuertemente influenciado por las obras Mahāyāna, incluida la literatura Prajñāpāramitā.
El Fundamento sobre el Bodhisattva, contiene diez temas principales sobre el camino del bodhisattva: (1) la base para ser un bodhisattva (ādhāra) que es la disposición innata (gotra) para convertirse en un buda, (2) las características de un bodhisattva (liṅga) como ser bondadoso y compasivo, (3) las clases de bodhisattvas (pakṣa), (3) la convicción exaltada del bodhisattva (adhyāśaya) que se refiere a cómo se entrenan para ayudar a todos los seres vivos, (4) las moradas de la práctica de un bodhisattva (vihāra), (5) los diversos tipos de renacimientos del bodhisattva (upapatti), (6) cómo los bodhisattvas conducen a los seres sensibles a la perfección (parigraha), (7) los niveles espirituales (bhūmi), (8) las prácticas del bodhisattva (caryā), (10) la ascensión a la budeidad (pratiṣṭhā).

#### Las seis perfecciones
Las seis perfecciones (ṣaṭpāramitā) son las prácticas y virtudes centrales que deben cultivarse para alcanzar la budeidad. Son:
- La perfección de la generosidad (dānapāramitā). La naturaleza de dāna es que "el bodhisattva da a los demás lo que necesitan" sin apego, interés propio ni parcialidad. Esto incluye cosas materiales y el propio cuerpo del bodhisattva, así como la enseñanza del Dharma, pero no armas ni cosas que causen daño.[150]
- La perfección de la disciplina ética (śīlapāramitā). Uno practica la disciplina ética (śīla) recibiendo, manteniendo y restaurando los votos éticos (saṃvara) adecuadamente. Esto incluye tanto los votos para laicos como para los monásticos. También incluye realizar todo tipo de acciones beneficiosas como estudiar el Buddha dharma, enseñar a los demás, cuidar de los enfermos, dar bienes materiales, alabar las buenas cualidades de los demás, proteger a los demás del peligro y alejar a los demás de las acciones negativas.[151] Se explica el procedimiento para hacer el voto del bodhisattva, así como las diversas transgresiones de este voto. Las cuatro transgresiones principales son: (1) menospreciar a los demás y exaltarse a uno mismo con la esperanza de obtener ganancias, (2) negarse a ayudar a los seres que sufren no dando limosna o no compartiendo el Dharma (a quienes lo solicitan), (3) dañar a los demás y guardar rencor a los demás, (4) menospreciar las enseñanzas del bodhisattva.[152]
- La perfección de la paciencia (kṣāntipāramitā). Kṣānti se refiere a la paciencia espiritual, una tolerancia total. Kragh afirma que esto "debe hacerse con una actitud libre de cualquier esperanza de recompensa, debe estar puramente motivado por la compasión, y debe perdonar plenamente la maldad en su totalidad." Hay tres modos principales de resistencia: (1) soportar pacientemente las malas acciones infligidas por otros, (2) aceptar el sufrimiento (dificultades y angustia), y (3) la resistencia de decidirse a comprender el Dharma mediante la perseverancia paciente.[153] Un bodhisattva lo hace a través de diferentes medios, como la reflexión de que el sufrimiento está causado por el karma pasado, la contemplación de cómo las personas que nos hacen daño ahora pueden haber sido nuestros parientes en una vida pasada, y la contemplación de la impermanencia.[154]
- La perfección del entusiasmo (vīryapāramitā). Vīrya es una fuerte energía o fuerza mental cuyo objetivo es reunir buenas cualidades y realizar buenas actividades. Hay tres tipos: (1) el entusiasmo armadura (que acepta de buen grado trabajar para ayudar a los demás durante eones y eones), (2) el entusiasmo para reunir buenas cualidades (es decir, practicar las paramitas), y (3) el entusiasmo dedicado a actuar en beneficio de los seres sintientes (realizando acciones beneficiosas).[155]
- La perfección de la meditación (dhyānapāramitā). Dhyāna se refiere al reposo de la mente (cittasthiti) para que haya un solo punto de la mente (cittaikāgrya). Esto puede referirse a śamatha o vipaśyanā, o a una unión de ambos. Puede realizarse en aras de la felicidad en esta vida, en aras de la obtención de las cualidades del bodhisattva (samādhis especiales desconocidos para otros caminos) y en aras de la ayuda a otros seres sensibles.[156]
- La perfección de la sabiduría (prajñāpāramitā). Se refiere al dominio de los cinco campos del conocimiento, que incluyen el conocimiento mundano, así como el conocimiento espiritual último (tanto de la cesta de los śrāvaka como de la de los bodhisattvas), como las cuatro nobles verdades, causa y efecto, etc.[157]

#### Las cuatro investigaciones
El objetivo de la práctica del bodhisattva en el Bodhisattvabhūmi es la sabiduría (prajñā) que se da cuenta de la inexpresable Realidad Última (tathata) o la 'cosa-en-sí-misma (vastumatra), que no tiene esencia y está más allá de la dualidad (advaya) de la existencia (bhāva) y la no existencia (abhāva). La práctica de vipaśyanā del bodhisattva conduce a este tipo de sabiduría, es decir, a Prajñāpāramitā, "la perfección de la sabiduría (trascendente)". Dos prácticas clave de vipaśyanā que son exclusivas de los bodhisattvas Mahayana en este texto son las cuatro investigaciones (paryeṣaṇā) y las cuatro cogniciones correctas (yathābhūtaparijñāna).
Las cuatro investigaciones y los cuatro conocimientos correctos correspondientes que surgen de ellas son:
1. La investigación de los nombres [de las cosas] (nāmaparyeṣaṇā), conduce a la cognición correcta resultante de la investigación de los nombres sólo por lo que son, que es "sólo nombres" (nāmamātra). Se refiere a la comprensión de la verdades convencionales.
2. La investigación de las cosas (vastuparyeṣaṇā), conduce a la cognición correcta resultante de la investigación de las cosas. Uno ve las cosas sólo por lo que son - una mera presencia o una cosa-en-sí (vastumātra) sin superposición conceptual. Uno comprende que esto está aparte de todas las palabras o conceptos, y es inexpresable (nirabhilāpya).
3. La investigación de las designaciones verbales que sugieren una naturaleza intrínseca (svabhāva-prajñapti-paryeṣaṇā), conduce a la cognición correcta resultante de la investigación de tales designaciones. Uno ve las designaciones tal como son, es decir, como meras designaciones (prajñaptimātratā). Así, uno ve la idea de la naturaleza intrínseca como una idea ilusoria, como una alucinación o un sueño.
4. La investigación de las designaciones verbales que expresan individuación y diferencias (viśeṣaprajñaptiparyeṣaṇā), conduce a la cognición correcta resultante de la investigación de tales designaciones. Uno ve las designaciones tal como son, a saber, como meras designaciones. Por ejemplo, una cosa puede ser designada como existente o no existente, pero tales designaciones no se aplican a la verdadera realidad o a la cosa-en-sí.

La práctica que conduce a la realización de la verdadera naturaleza de las cosas se basa en la eliminación de todas las proliferaciones conceptuales (prapañca) e ideaciones (saṃjñā) que uno superpone a la verdadera realidad. Esta eliminación de conceptos e ideas es el marco básico que aplica el bodhisattva a todas las prácticas meditativas. El YBh afirma:
El camino de la práctica debe seguirse correctamente para eliminar esa ideación. Por medio de la comprensión, ejercitada a fondo sobre todos los objetos de conocimiento, y teniendo en mente únicamente la ideación de que las ideaciones de todos los fenómenos no son más que adventicias, debes así eliminar repetidamente cualquier ideación conducente a la proliferación dirigida a todos los fenómenos. Debes morar constantemente en la cosa-en-sí-misma mediante un estado mental no conceptualizador que se centre en captar únicamente el objeto percibido sin ninguna característica. Así obtendrás la concentración proveniente del linaje de quienes practican la contemplación pura de la "cognición suprema del Tathagata." Incluso cuando practiques la meditación sobre la impureza, no debes abandonar esta orientación mental. Del mismo modo, cuando practiques la meditación sobre la amistad, el surgimiento dependiente, el análisis de los elementos, la atención a la respiración, la primera absorción, etc., hasta la estación de la ni ideación o no-ideación, así como las innumerables meditaciones, facultades sobrenaturales, contemplaciones y logros del bodhisattva, no debes abandonar precisamente esta orientación mental.
Los tres samādhis (absorción meditativa y unidad) se adaptan igualmente a este nuevo marco. Estos tres son la vacuidad (śūnyatā), la falta de deseo (apraṇihita), y la falta de imaginación (ānimitta) samādhis.

#### Las moradas del bodhisattva
Otra aportación original del YBh respecto a la práctica del bodhisattva es la doctrina de las trece (o a veces doce) moradas o viviendas (vihāra) espirituales. Este esquema del camino bodhisattva hacia el despertar es el siguiente:
1. La morada de la predisposición (gotravihāra). Se refiere a alguien con la predisposición para ser un bodhisattva que no ha dado lugar a la resolución para el despertar.
2. La morada de practicar con constatación (adhimukticaryā-vihāra). Esto es cuando un bodhisattva ha dado lugar a la resolución para el Despertar y comienza a practicar, pero tienen una convicción impura y una meditación inestable.
3. La morada de la alegría (pramuditavihāra). Es cuando un bodhisattva tiene una convicción pura debido a que ha vislumbrado por primera vez la realización directa. Su meditación es ahora vasta, ininterrumpida y segura.
4. La morada de la disciplina superior (adhiśīlavihāra) es cuando se cultiva la disciplina sobre la base de la convicción pura.
5. La morada de la mente superior (adhicittavihāra) es cuando se practican todas las etapas de la meditación mundana sobre la base de la disciplina superior.
6. La morada de la visión superior asociada a los factores del despertar (bodhipakṣyapratisaṃyukto 'dhiprajñavihāra) es el nivel de analizar los treinta y siete factores del despertar para realizar las nobles verdades, empezando por los cuatro fundamentos de la atención plena.
7. La morada de la visión superior asociada a las verdades (satyapratisaṃyukto 'dhiprajñavihāra) es el nivel de la plena realización de las verdades tal como son sobre la base de haber analizado los factores del Despertar.
8. La morada del discernimiento superior asociado con el surgimiento y cese del surgimiento dependiente (pratītyasamutpāda pravṛttinivṛttipratisaṃyukto 'dhiprajñavihāra) es el nivel en el que el practicante después de haber dominado las verdades ve cómo surge el sufrimiento cuando no se comprenden los hechos existenciales y cómo el sufrimiento llega a su fin cuando se comprenden los hechos existenciales (a través del proceso del surgimiento dependiente).
9. La morada libre de características conceptuales en la que el camino se sigue constantemente de forma intencionada y con esfuerzo (sābhisaṃskāraḥ sābhogo niśchidra-mārgavāhano nirnimitto vihāraḥ). Uno cultiva constantemente la visión no conceptual de la realidad de todos los fenómenos, mientras aplica intención y esfuerzo.
10. La morada libre de características conceptuales donde el camino se sigue automáticamente de forma espontánea y sin esfuerzo (anabhisaṃskāro 'anābhoga-mārgavāhano nirnimitta eva vihāraḥ). En este nivel, el bodhisattva es capaz de recorrer el camino espontáneamente y sin esfuerzo.
11. La morada del conocimiento analítico (pratisaṃvidvihāra) es cuando el bodhisattva utiliza su dominio de la introspección y la meditación para enseñar el Dharma a los demás utilizando todos los términos, sus significados, sus análisis derivados y subdivisiones.
12. La morada más elevada y perfeccionada del bodhisattva (paramaḥ pariniṣ-panno bodhisattvavihāraḥ) es la culminación del camino, donde se alcanza el Despertar más elevado y completo. Esta vida es su renacimiento final o su penúltimo renacimiento antes de entrar en el nirvāṇa.
13. La morada de un Tathāgata (tathāgato vihāraḥ) es cuando un bodhisattva se convierte en un buda, y realiza todas las diversas acciones de un buda.